# Danh sách tập phim Thám tử lừng danh Conan (1996 – 2005)

Bìa gốc DVD Thám tử lừng danh Conan Part 1 Vol 1 phát hành tại Nhật Bản.

Danh sách tập phim Thám tử lừng danh Conan (1996 – 2005) bao gồm các tập phim thuộc 4 mùa đầu tiên của Thám tử lừng danh Conan – loạt anime dựa trên manga cùng tên của họa sĩ Aoyama Gōshō. Các tập phim được phát sóng từ năm 1996 đến năm 2005 tại Nhật Bản.
Loạt phim Thám tử lừng danh Conan được sản xuất bởi TMS Entertainment và Yomiuri Telecasting Corporation với tổng đạo diễn là Kodama Kenji và Yamamoto Yasuichiro, với nội dung xoay quanh thám tử trung học Kudo Shinichi bị teo nhỏ thành một đứa trẻ sau khi uống phải thuốc độc APTX 4869 của Tổ chức Áo đen. Cậu lấy tên giả là Edogawa Conan, sinh sống cùng gia đình ông Mori và phá giải nhiều vụ án hằng ngày và đợi đánh bại Tổ chức Áo đen. Tại Nhật Bản, loạt phim bắt đầu trình chiếu từ ngày 8 tháng 1 năm 1996 đến nay trên Nippon Television Network System. Có hơn 1000 tập đã được phát sóng tại Nhật Bản, giúp Thám tử lừng danh Conan là một trong 50 loạt phim anime có tổng số tập nhiều nhất. Năm 2010, Yomiuri Telecasting Corporation bắt đầu cung cấp các tập trên nền tảng video-on-demand. Sau đó loạt phim cũng được chuyển thể thành các phim điện ảnh, OVA, các tập truyền hình đặc biệt dưới tựa Lupin III VS Meitantei Konan và năm 2016 nhân kỉ niệm 20 năm ra mắt, tập 1 anime được làm lại với chất lượng hình ảnh, âm thanh tốt hơn với tựa Thám tử lừng danh Conan – Episode One: Ngày thám tử bị teo nhỏ. Nhà cung cấp ca khúc chủ đề ban đầu cho loạt phim là Universal Music Group, họ đã cho ra mắt hai ca khúc mở đầu và kết thúc đầu tiên và người cung cấp hiện tại là Being Incorporated.
Năm 2003, 104 tập đầu được cấp phép phát hành tại Bắc Mỹ bởi Funimation với tên Case Closed và bắt đầu trình chiếu trong khung giờ Adult Swim của Cartoon Network từ ngày 24 tháng 5 năm 2004; tuy nhiên chỉ có 50 tập được cấp phép từ Funimation do lượng người xem thấp. Kênh truyền hình Canada YTV quyết đinh mua bản quyền và phát sóng 22 tập từ 7 tháng 4 năm 2006 đến ngày 2 tháng 9 năm 2006, sau đó ngừng phát sóng. Funimation làm sẵn các tập và phát sóng trên Funimation Channel từ tháng 11 năm 2005 và một thời gian ngắn trên Colours TV trước khi Funimation Channel thành lập. Funimation bắt đầu bắt đầu phát trực tuyến các tập từ tháng 3 năm 2013 trên website của họ. Một chuyển thể tiếng Anh riêng biệt của loạt  phim phát trên Animax Asia tại Philippines bắt đầu từ ngày 18 tháng 1 năm 2006 với tên Detective Conan. Tuy nhiên chỉ có 52 tập được phát sóng và sau đó được chiếu lại, cho đến ngày 7 tháng 8 năm 2006 ngừng phát sóng. Thám tử lừng danh Conan cũng ra mắt trong các ngôn ngữ khác như tiếng Pháp, tiếng Đức và tiếng Ý. Tính đến cuối năm 2018, anime Thám tử lừng danh Conan đã được phát sóng hơn 40 quốc gia trên thế giới. Tại Việt Nam, loạt phim anime được trình chiếu trên kênh truyền hình HTV3 lần đầu ngày 26 tháng 12 năm 2009. Tuy nhiên chỉ có 100 tập được chiếu đi chiếu lại trong nhiều năm liền mãi cho đến ngày 6 tháng 1 năm 2017 các tập tiếp theo của loạt phim được kênh mua bản quyền phát sóng tiếp. Một số tập bị bỏ qua vì có nội dung không phù hợp với khán giả thiếu nhi.
Mặc dù Cartoon Network đã ngưng đặt hàng các tập nhưng Funimation vẫn tiếp tục lồng tiếng loạt phim phát hành trong định dạng direct-to-DVD và các tập từ 1–4 hay 53–83 được ra mắt trong 11 vol DVD từ ngày 24 tháng 8 năm 2004 đến 26 tháng 7 năm 2005. Funimation sau đó tái thiết kế chúng thành các đĩa DVD và các tập từ 1–52 được phát hành trong 8 vol DVD từ ngày 21 tháng 2 năm 2006 đến 29 tháng 5 năm 2007. Sau đó loạt phim này được ra mắt trong định dạng DVD Box 5 mùa từ ngày 22 tháng 7 năm 2008 đến 12 tháng 5 năm 2009 bao gồm 130 tập. Các hộp đĩa theo mùa sau đó được tái phát hành dưới dạng một phần phiên bản Viridian của Funimation từ ngày 14 tháng 7 năm 2009 đến 23 tháng 3 năm 2010. Sau đó chúng được tiếp tục tái phát hành dưới dạng một phần của phiên bản Super Amazing Value (S.A.V.E.) vào ngày 23 tháng 7 năm 2013.

## Tổng quan
| Tên | Tên | Tên                                | Số tập | Ngày phát sóng gốc                   | Ngày phát sóng tiếng Việt            |
| --- | --- | ---------------------------------- | ------ | ------------------------------------ | ------------------------------------ |
|     | 1   | Conan Arc (Tập 1 - 128)            | 128    | 8 tháng 1, 1996 – 14 tháng 12, 1998  | 26 tháng 12, 2009 – 30 tháng 1, 2017 |
|     | 2   | Haibara Arc (Tập 129 - 175)        | 47     | 4 tháng 1, 1999 – 10 tháng 1, 2000   | 31 tháng 1, 2017 – 14 tháng 4, 2017  |
|     | 3   | Vermouth Arc (Tập 176 - 345)       | 170    | 17 tháng 1, 2000 – 5 tháng 1, 2004   | 17 tháng 4, 2017 – 22 tháng 2, 2018  |
|     | 4   | Cell Phone Arc (Tập 346 - 424)     | 79     | 12 tháng 1, 2004 – 19 tháng 12, 2005 | 23 tháng 2, 2018 – 25 tháng 7, 2019  |
|     | 5   | Kir Arc (Tập 425 - 508)            | 84     | 9 tháng 1, 2006 – 7 tháng 7, 2008    | 26 tháng 7, 2019 – 18 tháng 4, 2022  |
|     | 6   | Bourbon & Akai Arc (Tập 509 - 783) | 275    | 14 tháng 7, 2008 – 27 tháng 6, 2015  | 19 tháng 4, 2022 – 19 tháng 12, 2024 |
|     | 7   | Rum Arc (Tập 784 - nay)            | 350+   | 11 tháng 7, 2015 – TBA               | 20 tháng 12, 2024 – TBA              |

## Danh sách tập
| Lưu ý | Lưu ý | Lưu ý | Lưu ý | Lưu ý | Lưu ý |
| --- | ----- | ----- | ----- | ----- | ----- |
| Bản dịch tiếng Việt của một số tên tập phim trong bài viết này có thể không trùng khớp với phiên bản phát hành tại Việt Nam. Vui lòng tra cứu bằng số thứ tự tập phim tại Việt Nam để đảm báo tính chính xác và thống nhất. |       |       |       |       |       |

### Năm 1996
| #  | #VN | Tên tập phim | Ngày phát sóng gốc   | Ngày phát sóng tiếng Việt                                |
| -- | --- | --- | -------------------- | -------------------------------------------------------- |
| 1  | 1   | "Vụ án mạng trên tàu lượn siêu tốc" "Jetto Kōsutā Satsujin Jiken" (ジェットコースター殺人事件)                                   | 8 tháng 1 năm 1996   | 26 tháng 12 năm 2009                                     |
| 2  | 2   | "Thám tử bị teo nhỏ" "Shachō Reijō Yūkai Jiken" (社長令嬢誘拐事件)                                                               | 15 tháng 1 năm 1996  | 27 tháng 12 năm 2009                                     |
| 3  | 3   | "Án mạng trong phòng kín Idol" "Aidoru Misshitsu Satsujin Jiken" (アイドル密室殺人事件)                                          | 22 tháng 1 năm 1996  | 2 tháng 1 năm 2010                                       |
| 4  | 4   | "Ám hiệu con cá phát sáng" "Dai Tokai Angō Mappu Jiken" (大都会暗号マップ事件)                                                   | 29 tháng 1 năm 1996  | 3 tháng 1 năm 2010                                       |
| 5  | 5   | "Vụ án quả bom trên tàu cao tốc" "Shinkansen Dai Bakuha Jiken" (新幹線大爆破事件)                                                | 5 tháng 2 năm 1996   | 9 tháng 1 năm 2010                                       |
| 6  | 602 | "Vụ án mạng trong ngày Lễ Tình nhân" "Barentain Satsujin Jiken" (バレンタイン殺人事件)                                           | 12 tháng 2 năm 1996  | 27 tháng 10 năm 2023                                     |
| 7  | 6   | "Món quà hăm dọa" "Tsuki'ichi Purezento Kyōhaku Jiken" (月いちプレゼント脅迫事件)                                                | 19 tháng 2 năm 1996  | 10 tháng 1 năm 2010                                      |
| 8  | 603 | "Án mạng tại bảo tàng Trung cổ" "Bijutsukan Ōnā Satsujin Jiken" (美術館オーナー殺人事件)                                         | 26 tháng 2 năm 1996  | 27 tháng 10 năm 2023                                     |
| 9  | 604 | "Án mạng ở lễ hội Tenkaichi" "Tenkaichi Yomatsuri Satsujin Jiken" (天下一夜祭殺人事件)                                           | 4 tháng 3 năm 1996   | 27 tháng 10 năm 2023                                     |
| 10 | 7   | "Vụ án thư nặc danh gửi Cầu thủ bóng đá chuyên nghiệp" "Puro Sakkā Senshu Kyōhaku Jiken" (プロサッカー選手脅迫事件)              | 11 tháng 3 năm 1996  | 16 tháng 1 năm 2010                                      |
| 11 | 8–9 | "Vụ án bản Sonata ánh trăng 1 tiếng" "Piano Sonata "Gekkō" Satsujin Jiken" (ピアノソナタ「月光」殺人事件)                        | 8 tháng 4 năm 1996   | 17 tháng 1, 2010 (Phần đầu) 23 tháng 1, 2010 (Phần cuối) |
| 12 | 10  | "Vụ bắt cóc Ayumi" "Ayumi-chan Yūkai Jiken" (歩美ちゃん誘拐事件)                                                                 | 15 tháng 4 năm 1996  | 24 tháng 1 năm 2010                                      |
| 13 | 11  | "Vụ tìm người kỳ lạ" "Kimyō na Hito Sagashi Satsujin Jiken" (奇妙な人捜し殺人事件)                                               | 22 tháng 4 năm 1996  | 30 tháng 1 năm 2010                                      |
| 14 | 12  | "Vụ án thông điệp bí ẩn" "Nazo no Messēji Sogeki Jiken" (謎のメッセージ狙撃事件)                                                 | 29 tháng 4 năm 1996  | 31 tháng 1 năm 2010                                      |
| 15 | 13  | "Vụ án thi thể biến mất" "Kieta Shitai Satsujin Jiken" (消えた死体殺人事件)                                                      | 13 tháng 5 năm 1996  | 6 tháng 2 năm 2010                                       |
| 16 | 605 | "Cái chết của nhà sưu tầm cổ vật" "Kottōhin Korekutā Satsujin Jiken" (骨董品コレクター殺人事件)                                  | 20 tháng 5 năm 1996  | 27 tháng 10 năm 2023                                     |
| 17 | 14  | "Vụ án ở trung tâm mua sắm" "Depāto Jatsuku Jiken" (デパートジャツク事件)                                                        | 27 tháng 5 năm 1996  | 7 tháng 2 năm 2010                                       |
| 18 | 15  | "Vụ án giết cô dâu" "Rokugatsu no Hanayome Satsujin Jiken" (6月の花嫁殺人事件)                                                   | 3 tháng 6 năm 1996   | 13 tháng 2 năm 2010                                      |
| 19 | 16  | "Vụ án trong thang máy" "Erebētā Satsujin Jiken" (エレベーター殺人事件)                                                          | 10 tháng 6 năm 1996  | 14 tháng 2 năm 2010                                      |
| 20 | 17  | "Vụ án giết người trong lâu đài ma" "Yūreiyashiki Satsujin Jiken" (幽霊屋敷殺人事件)                                             | 17 tháng 6 năm 1996  | 20 tháng 2 năm 2010                                      |
| 21 | 606 | "Án mạng tại phim trường" "TV Dorama Roke Satsujin Jiken" (TVドラマロケ殺人事件)                                                 | 24 tháng 6 năm 1996  | 27 tháng 10 năm 2023                                     |
| 22 | 607 | "Án mạng liên hoàn trên con tàu du lịch (Phần đầu)" "Gōka Kyakusen Renzoku Satsujin Jiken (Zenpen)" (豪華客船連続殺人事件(前編)) | 1 tháng 7 năm 1996   | 27 tháng 10 năm 2023                                     |
| 23 | 608 | "Án mạng liên hoàn trên con tàu du lịch (Phần cuối)" "Gōka Kyakusen Renzoku Satsujin Jiken (Kōhen)" (豪華客船連続殺人事件(後編)) | 8 tháng 7 năm 1996   | 27 tháng 10 năm 2023                                     |
| 24 | 18  | "Vụ án người phụ nữ bí ẩn" "Nazo no Bijo Kioku Sōshitsu Jiken" (謎の美女記憶喪失事件)                                            | 15 tháng 7 năm 1996  | 21 tháng 2 năm 2010                                      |
| 25 | 19  | "Vụ giả mạo bắt cóc đòi tiền chuộc" "Itsuwari no Mino Shiro Kin Yūkai Jiken" (偽りの身代金誘拐事件)                              | 22 tháng 7 năm 1996  | 27 tháng 2 năm 2010                                      |
| 26 | 20  | "Vụ án chú chó John" "Aiken Jon Satsujin Jiken" (愛犬ジョン殺人事件)                                                             | 29 tháng 7 năm 1996  | 28 tháng 2 năm 2010                                      |
| 27 | 609 | "Họp mặt nhóm bạn cũ (Phần đầu)" "Kogoro no Dōsōkai Satsujin Jiken (Zenpen)" (小五郎の同窓会殺人事件(前編))                      | 5 tháng 8 năm 1996   | 27 tháng 10 năm 2023                                     |
| 28 | 610 | "Họp mặt nhóm bạn cũ (Phần cuối)" "Kogoro no Dōsōkai Satsujin Jiken (Kōhen)" (小五郎の同窓会殺人事件(後編))                      | 12 tháng 8 năm 1996  | 27 tháng 10 năm 2023                                     |
| 29 | 21  | "Vụ án kẻ phá hoại máy tính" "Konpyūtā Satsujin Jiken" (コンピューター殺人事件)                                                  | 19 tháng 8 năm 1996  | 6 tháng 3 năm 2010                                       |
| 30 | 22  | "Vụ án nhân chứng ngoại phạm" "Aribai Shōgen Satsujin Jiken" (アリバイ証言殺人事件)                                              | 26 tháng 8 năm 1996  | 7 tháng 3 năm 2010                                       |
| 31 | 23  | "Vụ án mạng ở đài truyền hình" "Terebi-kyoku Satsujin Jiken" (テレビ局殺人事件)                                                  | 2 tháng 9 năm 1996   | 13 tháng 3 năm 2010                                      |
| 32 | 24  | "Vụ án mạng ở tiệm cà phê" "Kōhī Shoppu Satsujin Jiken" (コーヒーショップ殺人事件)                                               | 9 tháng 9 năm 1996   | 14 tháng 3 năm 2010                                      |
| 33 | 25  | "Vụ án đi tìm kho báu" "Tantei-dan Sabaibaru Jiken" (探偵団サバイバル事件)                                                       | 14 tháng 10 năm 1996 | 20 tháng 3 năm 2010                                      |
| 34 | 611 | "Kẻ sát nhân sau lớp băng trắng (Phần đầu)" "Sansō Hōtai Otoko Satsujin Jiken (Zenpen)" (山荘包帯男殺人事件(前編))               | 21 tháng 10 năm 1996 | 27 tháng 10 năm 2023                                     |
| 35 | 612 | "Kẻ sát nhân sau lớp băng trắng (Phần cuối)" "Sansō Hōtai Otoko Satsujin Jiken (Kōhen)" (山荘包帯男殺人事件(後編))               | 28 tháng 10 năm 1996 | 27 tháng 10 năm 2023                                     |
| 36 | 26  | "Án mạng lúc 7h30 đêm thứ 2" "Getsuyō Yoru Shichiji Sanjūpun Satsujin Jiken" (月曜夜7時30分殺人事件)                             | 4 tháng 11 năm 1996  | 21 tháng 3 năm 2010                                      |
| 37 | 27  | "Vụ án hoa xương rồng Giáng sinh" "Saboten no Hana Satsujin Jiken" (サボテンの花殺人事件)                                        | 11 tháng 11 năm 1996 | 27 tháng 3 năm 2010                                      |
| 38 | 28  | "Kẻ sát nhân trong lễ hội lửa" "Akaoni Mura Himatsuri Sastujin Jiken" (赤鬼村火祭殺人事件)                                       | 18 tháng 11 năm 1996 | 28 tháng 3 năm 2010                                      |
| 39 | 613 | "Biệt thự cô con gái giàu có (Phần đầu)" "Shisanka Reijō Satsujin Jiken (Zenpen)" (資産家令嬢殺人事件(前編))                     | 25 tháng 11 năm 1996 | 27 tháng 10 năm 2023                                     |
| 40 | 614 | "Biệt thự cô con gái giàu có (Phần cuối)" "Shisanka Reijō Satsujin Jiken (Kōhen)" (資産家令嬢殺人事件(後編))                     | 2 tháng 12 năm 1996  | 27 tháng 10 năm 2023                                     |
| 41 | 29  | "Kẻ xé cờ vô địch bí ẩn" "Yūshōki Kirisaki Jiken" (優勝旗切り裂き事件)                                                           | 9 tháng 12 năm 1996  | 3 tháng 4 năm 2010                                       |
| 42 | 30  | "Vụ án trong phòng Karaoke" "Karaoke Bokkusu Satsujin Jiken" (カラオケボックス殺人事件)                                          | 16 tháng 12 năm 1996 | 4 tháng 4 năm 2010                                       |

### Năm 1997
| #  | #VN   | Tên tập phim | Ngày phát sóng gốc   | Ngày phát sóng tiếng Việt                                |
| -- | ----- | --- | -------------------- | -------------------------------------------------------- |
| 43 | 31    | "Vụ án bắt cóc Conan" "Edogawa Konan Yūkai Jiken" (江戸川コナン誘拐事件)                                                             | 13 tháng 1 năm 1997  | 10 tháng 4 năm 2010                                      |
| 44 | 32    | "Vụ án mạng ở nhà Hot-ta" "Hotta Sankyōdai Satsujin Jiken" (堀田三兄弟殺人事件)                                                      | 20 tháng 1 năm 1997  | 11 tháng 4 năm 2010                                      |
| 45 | 33    | "Vụ án mạng chiếc mặt nạ" "Kaopakku Satsujin Jiken" (顔パック殺人事件)                                                               | 27 tháng 1 năm 1997  | 17 tháng 4 năm 2010                                      |
| 46 | 615   | "Thảm kịch dưới chân núi tuyết" "Yukiyama Sansō Satsujin Jiken" (雪山山荘殺人事件)                                                   | 3 tháng 2 năm 1997   | 27 tháng 10 năm 2023                                     |
| 47 | 616   | "Vụ án ở câu lạc bộ thể thao" "Supōtsu Kurabu Satsujin Jiken" (スポーツクラブ殺人事件)                                               | 10 tháng 2 năm 1997  | 27 tháng 10 năm 2023                                     |
| 48 | 34    | "Vụ án giết nhà ngoại giao (Phần đầu)" "Gaikōkan Satsujin Jiken (Zenpen)" (外交官殺人事件(前編))                                     | 17 tháng 2 năm 1997  | 24 tháng 4 năm 2010                                      |
| 49 | 35    | "Vụ án giết nhà ngoại giao (Phần cuối)" "Gaikōkan Satsujin Jiken (Kōhen)" (外交官殺人事件(後編))                                     | 24 tháng 2 năm 1997  | 25 tháng 4 năm 2010                                      |
| 50 | 36    | "Án mạng trong thư viện" "Toshokan Satsujin Jiken" (図書館殺人事件)                                                                  | 3 tháng 3 năm 1997   | 1 tháng 5 năm 2010                                       |
| 51 | 37    | "Vụ án mạng ở sân tập Golf" "Gorufu Renshuujō Satsujin Jiken" (ゴルフ練習場殺人事件)                                                 | 10 tháng 6 năm 1997  | 2 tháng 5 năm 2010                                       |
| 52 | 38–39 | "Án mạng ở Kiritengu 1 tiếng" "Kiri-tengu Densetsu Satsujin Jiken" (霧天狗伝説殺人事件)                                              | 17 tháng 3 năm 1997  | 8 tháng 5, 2010 (Phần đầu) 9 tháng 5, 2010 (Phần cuối)   |
| 53 | 40    | "Vụ án giết người bằng hung khí bí ẩn" "Nazo no Kyouki Satsujin Jiken" (謎の凶器殺人事件)                                            | 7 tháng 4 năm 1997   | 15 tháng 5 năm 2010                                      |
| 54 | 41    | "Vụ án ở công ty trò chơi điện tử" "Gēmu Satsujin Jiken" (ゲーム会社殺人事件)                                                        | 14 tháng 4 năm 1997  | 16 tháng 5 năm 2010                                      |
| 55 | 42    | "Thủ đoạn giết người trên tàu lửa" "Ressha Torikku Satsujin Jiken" (列車トリック殺人事件)                                            | 21 tháng 4 năm 1997  | 22 tháng 5 năm 2010                                      |
| 56 | 43    | "Vụ án mạng ở công ty vệ sinh Mamboo" "Ojamanbō Satsujin Jiken" (おじゃマンボウ殺人事件)                                             | 28 tháng 4 năm 1997  | 23 tháng 5 năm 2010                                      |
| 57 | 44    | "Án mạng Sherlock Holmes (Phần đầu)" "Hōmuzu Furīku Satsujin Jiken (Zenpen)" (ホームズフリーク殺人事件(前編))                        | 5 tháng 5 năm 1997   | 29 tháng 5 năm 2010                                      |
| 58 | 45    | "Án mạng Sherlock Homes (Phần cuối)" "Hōmuzu Furīku Satsuji Jiken (Kōhen)" (ホームズフリーク殺人事件(後編))                          | 12 tháng 5 năm 1997  | 30 tháng 5 năm 2010                                      |
| 59 | 46    | "Vụ án mạng trong cuộc thi lần đầu đi chợ giúp mẹ" "Hajimete no Otsukai Satsujin Jiken" (初めてのお使い殺人事件)                     | 19 tháng 5 năm 1997  | 5 tháng 6 năm 2010                                       |
| 60 | 617   | "Vụ mưu sát họa sĩ vẽ tranh minh họa" "Irasutorētā Satsujin Jiken" (イラストレーター殺人事件)                                        | 26 tháng 5 năm 1997  | 27 tháng 10 năm 2023                                     |
| 61 | 618   | "Vụ án con tàu ma bí ẩn (Phần đầu)" "Yūreisen Satsujin Jiken (Zenpen)" (幽霊船殺人事件(前編))                                        | 2 tháng 6 năm 1997   | 27 tháng 10 năm 2023                                     |
| 62 | 619   | "Vụ án con tàu ma bí ẩn (Phần cuối)" "Yūreisen Satsujin Jiken (Kōhen)" (幽霊船殺人事件(後編))                                        | 9 tháng 6 năm 1997   | 27 tháng 10 năm 2023                                     |
| 63 | 47    | "Quái vật Godzilla giết người" "Ōkaijū Gomera Satsujin Jiken" (大怪獣ゴメラ殺人事件)                                                 | 16 tháng 6 năm 1997  | 6 tháng 6 năm 2010                                       |
| 64 | 48    | "Dấu vân tay gây án" "Daisan no Shimon Satsujin Jiken" (第3の指紋殺人事件)                                                           | 23 tháng 6 năm 1997  | 12 tháng 6 năm 2010                                      |
| 65 | 49    | "Vụ bắt cóc bí ẩn" "Kani to Kujira Yūkai Jiken" (カニとクジラ誘拐事件)                                                               | 30 tháng 6 năm 1997  | 13 tháng 6 năm 2010                                      |
| 66 | 50    | "Vụ án giết người trong con đường tối" "Kurayami no Michi Satsujin Jiken" (暗闇の道殺人事件)                                         | 7 tháng 7 năm 1997   | 19 tháng 6 năm 2010                                      |
| 67 | 51    | "Vụ án giết hại nữ Diễn viên" "Butai Joyū Satsujin Jiken" (舞台女優殺人事件)                                                         | 14 tháng 7 năm 1997  | 20 tháng 6 năm 2010                                      |
| 68 | 52    | "Vụ án Nam tước bóng đêm (Phần vụ án)" "Yami no Danshaku Satsujin Jiken (Jikenhen)" (闇の男爵殺人事件(事件篇))                       | 21 tháng 7 năm 1997  | 26 tháng 6 năm 2010                                      |
| 69 | 53    | "Vụ án Nam tước bóng đêm (Phần kẻ tình nghi)" "Yami no Danshaku Satsujin Jiken (Giwakuhen)" (闇の男爵殺人事件(疑惑篇))               | 28 tháng 7 năm 1997  | 27 tháng 6 năm 2010                                      |
| 70 | 54    | "Vụ án Nam tước bóng đêm (Phần phá án)" "Yami no Danshaku Satsujin Jiken (Kaiketsuhen)" (闇の男爵殺人事件(解決篇))                   | 4 tháng 8 năm 1997   | 3 tháng 7 năm 2010                                       |
| 71 | 55    | "Kẻ theo dõi bị đầu độc" "Sutōkā Satsujin Jiken" (ストーカー殺人事件)                                                                | 11 tháng 8 năm 1997  | 4 tháng 7 năm 2010                                       |
| 72 | 620   | "Án mạng tại biệt thự với anh em sinh ba" "Mitsugo Bessō Satsujin Jiken" (三つ子別荘殺人事件)                                        | 18 tháng 8 năm 1999  | 27 tháng 10 năm 2023                                     |
| 73 | 56    | "Đội thám tử tí hon gặp nạn" "Shōnentantei-dan Sōnan Jiken" (少年探偵団遭難事件)                                                     | 25 tháng 8 năm 1997  | 10 tháng 7 năm 2010                                      |
| 74 | 57    | "Vụ án thần chết giết người" "Shinigami Jinnai Satsujin Jiken" (死神陣内殺人事件)                                                    | 1 tháng 9 năm 1997   | 11 tháng 7 năm 2010                                      |
| 75 | 58    | "Vụ án giết Chủ tịch công ty tài chính" "Kinyū Kaisha Shachō Satsujin Jiken" (金融会社社長殺人事件)                                  | 8 tháng 9 năm 1997   | 17 tháng 7 năm 2010                                      |
| 76 | 59–60 | "Conan đối đầu với Siêu trộm Kid 1 tiếng" "Conan VS Kaitō Kiddo" (コナンVS怪盗キッド)                                                | 22 tháng 9 năm 1997  | 18 tháng 7, 2010 (Phần đầu) 24 tháng 7, 2010 (Phần cuối) |
| 77 | 61    | "Vụ án những cái chết hàng loạt của một gia đình danh giá (Phần đầu)" "Meika Renzoku Henshi Jiken (Zenpen)" (名家連続変死事件(前編)) | 20 tháng 10 năm 1997 | 25 tháng 7 năm 2010                                      |
| 78 | 62    | "Vụ án những cái chết hàng loạt của một gia đình danh giá (Phần cuối)" "Meika Renzoku Henshi Jiken (Kōhen)" (名家連続変死事件(後編)) | 27 tháng 10 năm 1997 | 31 tháng 7 năm 2010                                      |
| 79 | 63    | "Vụ án giết người cướp ngân hàng" "Ginkō Gōtō Satsujin Jiken" (銀行強盗殺人事件)                                                     | 3 tháng 11 năm 1997  | 1 tháng 8 năm 2010                                       |
| 80 | 64    | "Vụ án Họa sĩ lãng du" "Hōrō Gaka Satsujin Jiken" (放浪画家殺人事件)                                                                 | 10 tháng 11 năm 1997 | 7 tháng 8 năm 2010                                       |
| 81 | 65    | "Vụ án bắt cóc Ca sĩ nổi tiếng (Phần đầu)" "Ninki Ātisuto Yūkai Jiken (Zenpen)" (人気アーティスト誘拐事件(前編))                     | 17 tháng 11 năm 1997 | 8 tháng 8 năm 2010                                       |
| 82 | 66    | "Vụ án bắt cóc Ca sĩ nổi tiếng (Phần cuối)" "Ninki Ātisuto Yūkai Jiken (Kōhen)" (人気アーティスト誘拐事件(後編))                     | 24 tháng 11 năm 1997 | 14 tháng 8 năm 2010                                      |
| 83 | 67    | "Vụ án giết người ở Bệnh viện Đa khoa" "Sōgōbyōin Satsujin Jiken" (総合病院殺人事件)                                                 | 1 tháng 12 năm 1997  | 15 tháng 8 năm 2010                                      |
| 84 | 68    | "Vụ án giết người trong căn biệt thự trên núi tuyết (Phần đầu)" "Sukii Rojji Satsujin Jiken (Zenpen)" (スキーロッジ殺人事件(前編))   | 8 tháng 12 năm 1997  | 21 tháng 8 năm 2010                                      |
| 85 | 69    | "Vụ án giết người trong căn biệt thự trên núi tuyết (Phần cuối)" "Sukii Rojji Satsujin Jiken (Kōhen)" (スキーロッジ殺人事件(後編))   | 15 tháng 12 năm 1997 | 22 tháng 8 năm 2010                                      |

### Năm 1998
| #   | #VN     | Tên tập phim | Ngày phát sóng gốc   | Ngày phát sóng tiếng Việt                                                                                |
| --- | ------- | --- | -------------------- | --- |
| 86  | 70      | "Vụ án chỉ định địa điểm bắt cóc" "Yūkai Genba Tokutei Jiken" (誘拐現場特定事件)                                                                                        | 12 tháng 1 năm 1998  | 28 tháng 8 năm 2010                                                                                      |
| 87  | 71      | "Vụ án trả ơn chim hạc" "Tsuru no Ongaeshi Satsujin Jiken" (鶴の恩返し殺人事件)                                                                                         | 19 tháng 1 năm 1998  | 29 tháng 8 năm 2010                                                                                      |
| 88  | 72      | "Vụ án mạng ở lâu đài Dracula (Phần đầu)" "Dorakyura-sō Satsujin Jiken (Zenpen)" (ドラキュラ荘殺人事件(前編))                                                           | 26 tháng 1 năm 1998  | 4 tháng 9 năm 2010                                                                                       |
| 89  | 73      | "Vụ án mạng ở lâu đài Dracula (Phần cuối)" "Dorakyura-sō Satsujin Jiken (Kōhen)" (ドラキュラ荘殺人事件(後編))                                                           | 2 tháng 2 năm 1998   | 5 tháng 9 năm 2010                                                                                       |
| 90  | 74      | "Vụ án giết người bằng hương hoa" "Hana no Kaori Satsujin Jiken" (花の香り殺人事件)                                                                                     | 9 tháng 2 năm 1998   | 11 tháng 9 năm 2010                                                                                      |
| 91  | 75      | "Vụ án tên hung thủ ở trong Bệnh viện" "Gōtō Hannin Nyuuin Jiken" (強盗犯人入院事件)                                                                                    | 16 tháng 2 năm 1998  | 12 tháng 9 năm 2010                                                                                      |
| 92  | 76      | "Vụ án mạng kinh hoàng khi leo núi (Phần đầu)" "Kyōfu no Toravaasu Satsujin Jiken (Zenpen)" (恐怖のトラヴァース殺人事件(前編))                                          | 23 tháng 2 năm 1998  | 18 tháng 9 năm 2010                                                                                      |
| 93  | 77      | "Vụ án mạng kinh hoàng khi leo núi (Phần cuối)" "Kyōfu no Toravaasu Satsujin Jiken (Kōhen)" (恐怖のトラヴァース殺人事件(後編))                                          | 2 tháng 3 năm 1998   | 19 tháng 9 năm 2010                                                                                      |
| 94  | 78      | "Án mạng theo Truyền thuyết Bà chúa tuyết" "Yuki-onna Densetsu Satsujin Jiken" (雪女伝説殺人事件)                                                                       | 9 tháng 3 năm 1998   | 25 tháng 9 năm 2010                                                                                      |
| 95  | 79      | "Vụ án về cuộc hẹn của chú Mori" "Kogorō no Deeto Satsujin Jiken" (小五郎のデート殺人事件)                                                                              | 16 tháng 3 năm 1998  | 26 tháng 9 năm 2010                                                                                      |
| 96  | 80–83   | "Thám tử lừng danh bị truy đuổi! Hai vụ án giết người liên tiếp 2 tiếng" "Oitsumerareta Meitantei! Renzoku Nidai Satsujin Jiken" (追いつめられた名探偵!連続2大殺人事件) | 23 tháng 3 năm 1998  | 2 tháng 10, 2010 (Phần 1) 3 tháng 10, 2010 (Phần 2) 9 tháng 10, 2010 (Phần 3) 10 tháng 10, 2010 (Phần 4) |
| 97  | 84      | "Vụ án giết người bằng rượu tiễn biệt" "Wakare no Wain Satsujin Jiken" (別れのワイン殺人事件)                                                                           | 13 tháng 4 năm 1998  | 16 tháng 10 năm 2010                                                                                     |
| 98  | 85      | "Vụ án Nghệ nhân làm gốm (Phần đầu)" "Meitōgeika Satsujin Jiken (Zenpen)" (名陶芸家殺人事件(前編))                                                                      | 20 tháng 4 năm 1998  | 17 tháng 10 năm 2010                                                                                     |
| 99  | 86      | "Vụ án Nghệ nhân làm gốm (Phần cuối)" "Meitōgeika Satsujin Jiken (Kōhen)" (名陶芸家殺人事件(後編))                                                                      | 27 tháng 4 năm 1998  | 23 tháng 10 năm 2010                                                                                     |
| 100 | 87      | "Vụ án kỷ niệm mối tình đầu (Phần đầu)" "Hatsukoi no Hito Omoide no Jiken (Zenpen)" (初恋の人想い出事件(前編))                                                          | 11 tháng 5 năm 1998  | 24 tháng 10 năm 2010                                                                                     |
| 101 | 88      | "Vụ án kỷ niệm mối tình đầu (Phần cuối)" "Hatsukoi no Hito Omoide no Jiken (Kōhen)" (初恋の人想い出事件(後編))                                                          | 18 tháng 5 năm 1998  | 30 tháng 10 năm 2010                                                                                     |
| 102 | 89      | "Vụ án mạng của Diễn viên kịch lịch sử (Phần đầu)" "Jidaigeki Haiyū Satsujin Jiken (Zenpen)" (時代劇俳優殺人事件 (前編))                                                | 24 tháng 5 năm 1998  | 31 tháng 10 năm 2010                                                                                     |
| 103 | 90      | "Vụ án mạng của Diễn viên kịch lịch sử (Phần cuối)" "Jidaigeki Haiyū Satsujin Jiken (Kōhen)" (時代劇俳優殺人事件 (後編))                                                | 1 tháng 6 năm 1998   | 6 tháng 11 năm 2010                                                                                      |
| 104 | 91      | "Vụ án băng cướp bí ẩn trong tòa nhà kiểu phương Tây (Phần đầu)" "Tōzoku-dan Nazo no Yōkan Jiken (Zenpen)" (盗賊団謎の洋館事件 (前編))                                  | 8 tháng 6 năm 1998   | 7 tháng 11 năm 2010                                                                                      |
| 105 | 92      | "Vụ án băng cướp bí ẩn trong tòa nhà kiểu phương Tây (Phần cuối)" "Ninki Aatisuto Yūkai Jiken (Kōhen)" (盗賊団謎の洋館事件 (後編))                                      | 15 tháng 6 năm 1998  | 13 tháng 11 năm 2010                                                                                     |
| 106 | 93      | "Vụ án mạng liên quan đến các ảnh giật gân" "Sukūpu Shashin Satsujin Jiken" (スクープ写真殺人事件)                                                                      | 22 tháng 6 năm 1998  | 14 tháng 11 năm 2010                                                                                     |
| 107 | 94      | "Vụ án người hành tinh chuột chũi bí ẩn (Phần đầu)" "Mogura Seijin Nazo no Jiken (Zenpen)" (モグラ星人謎の事件 (前編))                                                  | 29 tháng 6 năm 1998  | 20 tháng 11 năm 2010                                                                                     |
| 108 | 95      | "Vụ án người hành tinh chuột chũi bí ẩn (Phần cuối)" "Mogura Seijin Nazo no Jiken (Kōhen)" (モグラ星人謎の事件 (後編))                                                  | 6 tháng 7 năm 1998   | 21 tháng 11 năm 2010                                                                                     |
| 109 | 96      | "Vụ án Đội Thám tử nhí lần theo dấu vết" "Tantei-dan Daitsuiseki Jiken" (探偵団大追跡事件)                                                                              | 13 tháng 7 năm 1998  | 27 tháng 11 năm 2010                                                                                     |
| 110 | 97      | "Vụ án giết người ở lớp dạy nấu ăn (Phần đầu)" "Ryōri Kyōshitsu Satsujin Jiken (Zenpen)" (料理教室殺人事件 (前編))                                                      | 27 tháng 7 năm 1998  | 28 tháng 11 năm 2010                                                                                     |
| 111 | 98      | "Vụ án giết người ở lớp dạy nấu ăn (Phần cuối)" "Ryōri Kyōshitsu Satsujin Jiken (Kōhen)" (ド料理教室殺人事件 (後編))                                                    | 3 tháng 8 năm 1998   | 4 tháng 12 năm 2010                                                                                      |
| 112 | 99      | "Vụ án về 7 điều kì bí của Trường tiểu học Teitan" "Teitan-shō Nana-Fushigi Jiken" (帝丹小7不思議事件)                                                                  | 10 tháng 8 năm 1998  | 5 tháng 12 năm 2010                                                                                      |
| 113 | 100     | "Vụ án giết người trên bãi cát trắng" "Shiroi Sunahama Satsujin Jiken" (白い砂浜殺人事件)                                                                               | 17 tháng 8 năm 1998  | 6 tháng 1 năm 2017                                                                                       |
| 114 | 101     | "Vụ án mưu sát người lặn biển (Phần đầu)" "Sukyūba Daibingu Satsujin Jiken (Zenpen)" (スキューバダイビング殺人事件 (前編))                                              | 24 tháng 8 năm 1998  | 9 tháng 1 năm 2017                                                                                       |
| 115 | 102     | "Vụ án mưu sát người lặn biển (Phần cuối)" "Sukyūba Daibingu Satsujin Jiken (Kōhen)" (スキューバダイビング殺人事件 (後編))                                              | 31 tháng 8 năm 1998  | 10 tháng 1 năm 2017                                                                                      |
| 116 | 145     | "Vụ án Tiểu thuyết gia trinh thám mất tích (Phần đầu)" "Misuterii Sakka Shissō Jiken (Zenpen)" (ミステリー作家失踪事件(前編))                                           | 7 tháng 9 năm 1998   | 11 tháng 1 năm 2017                                                                                      |
| 117 | 146     | "Vụ án Tiểu thuyết gia trinh thám mất tích (Phần cuối)" "Misuterii Sakka Shissō Jiken (Kōhen)" (ミステリー作家失踪事件(後編))                                           | 14 tháng 9 năm 1998  | 12 tháng 1 năm 2017                                                                                      |
| 118 | 229–230 | "Vụ án giết người hàng loạt ở Naniwa 1 tiếng" "Naniwa no Renzoku Satsujin Jiken" (浪花の連続殺人事件)                                                                   | 21 tháng 9 năm 1998  | 13 tháng 1, 2017 (Phần đầu) 16 tháng 1, 2017 (Phần cuối)                                                 |
| 119 | 231     | "Vụ án sát nhân Kamen Yaiba" "Kamen Yaibaa Satsujin Jiken" (仮面ヤイバー殺人事件)                                                                                       | 12 tháng 10 năm 1998 | 17 tháng 1 năm 2017                                                                                      |
| 120 | 103     | "Vụ án Cocktail mật ong giết người" "Hanii Kakuteru Satsujin Jiken" (ハニーカクテル殺人事件)                                                                            | 19 tháng 10 năm 1998 | 18 tháng 1 năm 2017                                                                                      |
| 121 | 104     | "Án mạng trong phòng tắm khóa kín (Phần đầu)" "Basurūmu Misshitsu Jiken (Zenpen)" (バスルーム密室事件(前編))                                                            | 26 tháng 10 năm 1998 | 19 tháng 1 năm 2017                                                                                      |
| 122 | 105     | "Án mạng trong phòng tắm khóa kín (Phần cuối)" "Basurūmu Misshitsu Jiken (Kōhen)" (バスルーム密室事件 (後編))                                                           | 2 tháng 11 năm 1998  | 20 tháng 1 năm 2017                                                                                      |
| 123 | 106     | "Vụ bắt cóc nữ Biên tập viên dự báo thời tiết" "Otenki Oneesan Yūkai Jiken" (お天気お姉さん誘拐事件)                                                                    | 9 tháng 11 năm 1998  | 23 tháng 1 năm 2017                                                                                      |
| 124 | 107     | "Vụ án sát nhân bắn tỉa bí ẩn (Phần đầu)" "Nazo no Sogekimono Satsujin Jiken (Zenpen)" (謎の狙撃者殺人事件 (前編))                                                      | 16 tháng 11 năm 1998 | 24 tháng 1 năm 2017                                                                                      |
| 125 | 108     | "Vụ án sát nhân bắn tỉa bí ẩn (Phần cuối)" "Nazo no Sogekimono Satsujin Jiken (Kōhen)" (謎の狙撃者殺人事件 (後編))                                                      | 23 tháng 11 năm 1998 | 25 tháng 1 năm 2017                                                                                      |
| 126 | 109     | "Vụ án giết người ở Đoàn kịch lưu động (Phần đầu)" "Tabi Shibai Ichiza Satsujin Jiken (Zenpen)" (旅芝居一座殺人事件 (前編))                                             | 30 tháng 11 năm 1998 | 26 tháng 1 năm 2017                                                                                      |
| 127 | 110     | "Vụ án giết người ở Đoàn kịch lưu động (Phần cuối)" "Tabi Shibai Ichiza Satsujin Jiken (Kōhen)" (旅芝居一座殺人事件 (後編))                                             | 7 tháng 12 năm 1998  | 27 tháng 1 năm 2017                                                                                      |
| 128 | 111     | "Tổ chức Áo đen – Vụ cướp một tỷ yên" "Kuro no Soshiki Jūoku En Gōdatsu Jiken" (黒の組織10億円強奪事件)                                                                 | 14 tháng 12 năm 1998 | 30 tháng 1 năm 2017                                                                                      |

### Năm 1999
| #   | #VN     | Tên tập phim | Ngày phát sóng gốc   | Ngày phát sóng tiếng Việt                                                                            |
| --- | ------- | --- | -------------------- | --- |
| 129 | 112–115 | "Cô gái bí ẩn đến từ Tổ chức Áo đen – Vụ án Giáo sư Đại học bị sát hại2 tiếng" "Kuro no Soshiki Kara Kita Onna Daigaku Kyōju Satsujin Jiken" (黒の組織から来た女 大学教授殺人事件) | 4 tháng 1 năm 1999   | 31 tháng 1, 2017 (Phần 1) 1 tháng 2, 2017 (Phần 2) 2 tháng 2, 2017 (Phần 3) 3 tháng 2, 2017 (Phần 4) |
| 130 | 147     | "Vụ uy hiếp toàn bộ khán giả Sân vận động (Phần đầu)" "Kyougijou Musabetsu Kyouhaku Jiken (Zenpen)" (競技場無差別脅迫事件(前編))                                                   | 11 tháng 1 năm 1999  | 6 tháng 2 năm 2017                                                                                   |
| 131 | 148     | "Vụ uy hiếp toàn bộ khán giả Sân vận động (Phần cuối)" "Kyōgijō Musabetsu Kyōhaku Jiken (Kōhen)" (競技場無差別脅迫事件(後編))                                                      | 18 tháng 1 năm 1999  | 7 tháng 2 năm 2017                                                                                   |
| 132 | 116     | "Vụ sát nhân tại Câu lạc bộ yêu ảo thuật (Phần án mạng)" "Kijutsu Aikōka Satsujin Jiken (Jikenhen)" (奇術愛好家殺人事件(事件篇))                                                   | 25 tháng 1 năm 1999  | 8 tháng 2 năm 2017                                                                                   |
| 133 | 117     | "Vụ sát nhân tại Câu lạc bộ yêu ảo thuật (Phần nghi ngờ)" "Kijutsu Aikōka Satsujin Jiken (Giwakuhen)" (奇術愛好家殺人事件 (疑惑篇))                                                | 1 tháng 2 năm 1999   | 9 tháng 2 năm 2017                                                                                   |
| 134 | 118     | "Vụ sát nhân tại Câu lạc bộ yêu ảo thuật (Phần phá án)" "Kijutsu Aikōka Satsujin Jiken (Kaiketsuhen)" (奇術愛好家殺人事件 (解決篇))                                                | 8 tháng 2 năm 1999   | 10 tháng 2 năm 2017                                                                                  |
| 135 | 119     | "Tìm kiếm hung khí biến mất" "Kieta Kyōki Sousaku Jiken" (消えた凶器捜索事件) | 15 tháng 2 năm 1999  | 13 tháng 2 năm 2017                                                                                  |
| 136 | 120     | "Chuyến thám hiểm tòa lâu đài giữa rừng rậm (Phần đầu)" "Ao no Kojō Tansaku Jiken (Zenpen)" (青の古城探索事件（前編）)                                                             | 22 tháng 2 năm 1999  | 14 tháng 2 năm 2017                                                                                  |
| 137 | 121     | "Chuyến thám hiểm tòa lâu đài giữa rừng rậm (Phần cuối)" "Ao no Kojō Tansaku Jiken (Kōhen)" (青の古城探索事件 (後編))                                                              | 1 tháng 3 năm 1999   | 15 tháng 2 năm 2017                                                                                  |
| 138 | 122     | "Vụ án mạng ở buổi chiếu phim cuối cùng (Phần đầu)" "Saigo no Jouei Satsujin Jiken (Zenpen)" (最後の上映殺人事件(前編))                                                            | 8 tháng 3 năm 1999   | 16 tháng 2 năm 2017                                                                                  |
| 139 | 123     | "Vụ án mạng ở buổi chiếu phim cuối cùng (Phần cuối)" "Saigo no Jouei Satsujin Jiken (Kōhen)" (最後の上映殺人事件(後編))                                                            | 15 tháng 3 năm 1999  | 17 tháng 2 năm 2017                                                                                  |
| 140 | 124     | "SOS! Thông điệp của Ayumi" "SOS! Ayumi Kara no Messeiji" (SOS!歩美からのメッセージ)                                                                                               | 12 tháng 4 năm 1999  | 20 tháng 2 năm 2017                                                                                  |
| 141 | 125     | "Án mạng trong phòng kín đêm trước ngày cưới (Phần đầu)" "Kekkon Zenya no Misshitsu Jiken (Zenpen)" (結婚前夜の密室事件 (前編))                                                    | 19 tháng 4 năm 1999  | 21 tháng 2 năm 2017                                                                                  |
| 142 | 126     | "Án mạng trong phòng kín đêm trước ngày cưới (Phần cuối)" "Kekkon Zenya no Misshitsu Jiken (Kōhen)" (結婚前夜の密室事件 (後編))                                                    | 26 tháng 4 năm 1999  | 22 tháng 2 năm 2017                                                                                  |
| 143 | 232     | "Vụ án ở Đài quan sát thiên văn" "Giwaku no Tentaikansoku" (疑惑の天体観測) | 3 tháng 5 năm 1999   | 23 tháng 2 năm 2017                                                                                  |
| 144 | 233     | "Vụ án trên chuyến tàu cao tốc Bắc Đẩu số 3 (Phần đầu)" "Ueno-hatsu Hokutosei Sango (Zenpen)" (上野発北斗星3号 (前編))                                                             | 10 tháng 5 năm 1999  | 24 tháng 2 năm 2017                                                                                  |
| 145 | 234     | "Vụ án trên chuyến tàu cao tốc Bắc Đẩu số 3 (Phần cuối)" "Ueno-hatsu Hokutosei Sango (Kōhen)" (上野発北斗星3号 (後編))                                                             | 17 tháng 5 năm 1999  | 27 tháng 2 năm 2017                                                                                  |
| 146 | 193     | "Câu chuyện tình yêu ở trụ sở cảnh sát (Phần đầu)" "Honchō no Keiji Koi Monogatari (Zenpen)" (本庁の刑事恋物語 (前編))                                                             | 24 tháng 5 năm 1999  | 28 tháng 2 năm 2017                                                                                  |
| 147 | 194     | "Câu chuyện tình yêu ở trụ sở cảnh sát (Phần cuối)" "Honchō no Keiji Koi Monogatari (Kōhen)" (本庁の刑事恋物語 (後編))                                                             | 30 tháng 5 năm 1999  | 1 tháng 3 năm 2017                                                                                   |
| 148 | 195     | "Vụ án xe điện dừng lại đột ngột" "Rōmen Densha Kyūteishi Jiken" (路面電車急停止事件)                                                                                              | 7 tháng 6 năm 1999   | 2 tháng 3 năm 2017                                                                                   |
| 149 | 196     | "Vụ tai nạn do nhảy Bungee" "Yūenchi Banjii Jiken" (遊園地パンジー事件) | 21 tháng 6 năm 19999 | 3 tháng 3 năm 2017                                                                                   |
| 150 | 127     | "Chân tướng đằng sau vụ xe hơi phát nổ (Phần đầu)" "Jidōsha Bakuhatsu Jiken no Shinsō (Zenpen)" (自動車爆発事件の真相 (前編))                                                      | 28 tháng 6 năm 1999  | 6 tháng 3 năm 2017                                                                                   |
| 151 | 128     | "Chân tướng đằng sau vụ xe hơi phát nổ (Phần cuối)" "Jidōsha Bakuhatsu Jiken no Shinsō (Kōhen)" (自動車爆発事件の真相 (後編))                                                      | 5 tháng 7 năm 1999   | 7 tháng 3 năm 2017                                                                                   |
| 152 | 197     | "Vụ án biến mất bí ẩn của một ông lão" "Nazo no Rōjin Shissō Jiken" (謎の老人失踪事件)                                                                                             | 12 tháng 7 năm 1999  | 8 tháng 3 năm 2017                                                                                   |
| 153 | 198     | "Câu chuyện mùa hè nguy hiểm của Sonoko (Phần đầu)" "Sonoko no Abunai Natsumonogatari (Zenpen)" (園子のアブない夏物語 (前編))                                                      | 19 tháng 7 năm 1999  | 9 tháng 3 năm 2017                                                                                   |
| 154 | 199     | "Câu chuyện mùa hè nguy hiểm của Sonoko (Phần cuối)" "Sonoko no Abunai Natsumonogatari (Kōhen)" (園子のアブない夏物語 (後編))                                                      | 26 tháng 7 năm 1999  | 10 tháng 3 năm 2017                                                                                  |
| 155 | 200     | "Án mạng trong phòng kín. Chiếc chìa khóa dưới nước" "Suichū no Kagi Misshitsu Jiken" (水中の鍵密室事件)                                                                           | 2 tháng 8 năm 1999   | 13 tháng 3 năm 2017                                                                                  |
| 156 | 201     | "Câu chuyện tình yêu ở trụ sở cảnh sát 2 (Phần đầu)" "Honchō no Keiji Koi Monogatari 2 (Zenpen)" (本庁の刑事恋物語2 (前編))                                                        | 9 tháng 8 năm 1999   | 14 tháng 3 năm 2017                                                                                  |
| 157 | 202     | "Câu chuyện tình yêu ở trụ sở cảnh sát 2 (Phần cuối)" "Honchō no Keiji Koi Monogatari 2 (Kōhen)" (本庁の刑事恋物語2 (後編))                                                        | 16 tháng 8 năm 1999  | 15 tháng 3 năm 2017                                                                                  |
| 158 | 203     | "Tuyến đường Kanjo lặng thinh" "Chinmoku no Kanjosen" (沈黙の環状線) | 23 tháng 8 năm 1999  | 16 tháng 3 năm 2017                                                                                  |
| 159 | 204     | "Truyền thuyết về ngôi chùa 5 tầng (Phần đầu)" "Kaiki Gojūnotō Densetsu (Zenpen)" (怪奇五重塔伝説 (前編))                                                                          | 6 tháng 9 năm 1999   | 17 tháng 3 năm 2017                                                                                  |
| 160 | 205     | "Truyền thuyết về ngôi chùa 5 tầng (Phần cuối)" "Kaiki Gojūnotō Densetsu (Kōhen)" (怪奇五重塔伝説 (後編))                                                                          | 13 tháng 9 năm 1999  | 20 tháng 3 năm 2017                                                                                  |
| 161 | 206     | "Âm mưu giết người trong nhà hàng thủy lưu" "Ryūsuitei ni Nagareru Satsui" (流水亭に流れる殺意)                                                                                    | 20 tháng 9 năm 1999  | 21 tháng 3 năm 2017                                                                                  |
| 162 | 213–214 | "Căn phòng kín trên không – Vụ án đầu tiên của Kudo Shinichi 1 tiếng" "Sora Tobu Misshitsu Kudō Shinichi Saisho no Jiken" (空飛ぶ密室 工藤新一最初の事件)                          | 27 tháng 9 năm 1999  | 22 tháng 3 năm 2017 (Phần đầu) 23 tháng 3 năm 2017 (Phần cuối)                                       |
| 163 | 129     | "Bí ẩn của Mặt trăng, Ngôi sao và Mặt trời (Phần đầu)" "Tsuki to Hoshi to Taiyō no Himitsu (Zenpen)" (月と星と太陽の秘密 (前編))                                                   | 11 tháng 10 năm 1999 | 24 tháng 3 năm 2017                                                                                  |
| 164 | 130     | "Bí ẩn của Mặt trăng, Ngôi sao và Mặt trời (Phần cuối)" "Tsuki to Hoshi to Taiyō no Himitsu (Kōhen)" (月と星と太陽の秘密 (後編))                                                   | 18 tháng 10 năm 1999 | 27 tháng 3 năm 2017                                                                                  |
| 165 | 131     | "Đội thám tử nhí biến mất" "Shōnen Tantei-dan Shōshitsu Jiken" (少年探偵団消失事件)                                                                                                | 25 tháng 10 năm 1999 | 28 tháng 3 năm 2017                                                                                  |
| 166 | 132     | "Ngôi nhà nhện quỷ (Phần án mạng)" "Tottori Kumo-yashiki no Kai (Jikenhen)" (鳥取クモ屋敷の怪 (事件編))                                                                            | 1 tháng 11 năm 1999  | 29 tháng 3 năm 2017                                                                                  |
| 167 | 133     | "Ngôi nhà nhện quỷ (Phần nghi ngờ)" "Tottori Kumo-yashiki no Kai (Giwakuhen)" (鳥取クモ屋敷の怪 (疑惑編))                                                                          | 8 tháng 11 năm 1999  | 30 tháng 3 năm 2017                                                                                  |
| 168 | 134     | "Ngôi nhà nhện quỷ (Phần phá án)" "Tottori Kumo-yashiki no Kai (Kaiketsuhen)" (鳥取クモ屋敷の怪 (解決編))                                                                          | 15 tháng 11 năm 1999 | 31 tháng 3 năm 2017                                                                                  |
| 169 | 135     | "Nụ hôn của Venus" "Biinasu no Kissu" (ビーナスのキッス) | 22 tháng 11 năm 1999 | 3 tháng 4 năm 2017                                                                                   |
| 170 | 136     | "Điểm mù trong bóng tối (Phần đầu)" "Kurayami no Naka no Shikaku (Zenpen)" (暗闇の中の死角 (前編))                                                                                 | 29 tháng 11 năm 1999 | 4 tháng 4 năm 2017                                                                                   |
| 171 | 137     | "Điểm mù trong bóng tối (Phần cuối)" "Kurayami no Naka no Shikaku (Kōhen)" (暗闇の中の死角 (後編))                                                                                 | 6 tháng 12 năm 1999  | 5 tháng 4 năm 2017                                                                                   |
| 172 | 149     | "Sự hồi sinh của lời trăn trối (Phần đầu)" "Yomigaeru Shi no Dengon (Zenpen)" (よみがえる死の伝言 (前編))                                                                          | 13 tháng 12 năm 1999 | 6 tháng 4 năm 2017                                                                                   |
| 173 | 150     | "Sự hồi sinh của lời trăn trối (Phần cuối)" "Yomigaeru Shi no Dengon (Kōhen)" (よみがえる死の伝言 (後編))                                                                          | 20 tháng 12 năm 1999 | 7 tháng 4 năm 2017                                                                                   |

### Năm 2000
| #   | #VN     | Tên tập phim | Ngày phát sóng gốc   | Ngày phát sóng tiếng Việt                                                                               |
| --- | ------- | --- | -------------------- | --- |
| 174 | 138–141 | "Âm mưu 20 năm trước – Án mạng liên hoàn trên con tàu Symphony 2 tiếng" "Nijuunenme no Satsui Shinfoniigou Renzoku.Satsujin Jiken" (20年目の殺意 シンフォニー号連続殺人事件) | 3 tháng 1 năm 2000   | 10 tháng 4, 2017 (Phần 1) 11 tháng 4, 2017 (Phần 2) 12 tháng 4, 2017 (Phần 3) 13 tháng 4, 2017 (Phần 4) |
| 175 | 151     | "Người đàn ông bị giết bốn lần" "Yonkai Korosareta Otoko" (四回殺された男)                                                                                                   | 10 tháng 1 năm 2000  | 14 tháng 4 năm 2017                                                                                     |
| 176 | 142     | "Đụng độ với Tổ chức Áo đen (Phần Haibara)" "Kuro no Soshiki to no Saikai (Haibara-hen)" (黒の組織との再会(灰原編))                                                          | 17 tháng 1 năm 2000  | 17 tháng 4 năm 2017                                                                                     |
| 177 | 143     | "Đụng độ với Tổ chức Áo đen (Phần Conan)" "Kuro no Soshiki to no Saikai (Conan-hen)" (黒の組織との再会 (コナン編))                                                           | 24 tháng 1 năm 2000  | 18 tháng 4 năm 2017                                                                                     |
| 178 | 144     | "Đụng độ với Tổ chức Áo đen (Phần phá án)" "Kuro no Soshiki to no Saikai (Kaiketsuhen)" (黒の組織との再会 (解決編))                                                          | 31 tháng 1 năm 2000  | 19 tháng 4 năm 2017                                                                                     |
| 179 | 152     | "Vụ án chiếc xe tải đâm vào quán cà phê" "Kissaten Torakku Rannyuu Jiken" (喫茶店トラック乱入事件)                                                                           | 7 tháng 2 năm 2000   | 20 tháng 4 năm 2017                                                                                     |
| 180 | 153     | "Khúc nhạc đêm tình yêu (Phần đầu)" "Akai Satsui no Nocturne (Zenpen)" (赤い殺意の夜想曲 (前編))                                                                             | 14 tháng 2 năm 2000  | 21 tháng 4 năm 2017                                                                                     |
| 181 | 154     | "Khúc nhạc đêm tình yêu (Phần cuối)" "Akai Satsui no Nocturne (Kōhen)" (赤い殺意の夜想曲 (後編))                                                                             | 21 tháng 2 năm 2000  | 24 tháng 4 năm 2017                                                                                     |
| 182 | 155     | "Cuộc điều tra tòa nhà 9 tầng" "Daisousaku no Kokonotsu no Doa" (大捜索9つのドア)                                                                                            | 28 tháng 2 năm 2000  | 25 tháng 4 năm 2017                                                                                     |
| 183 | 156     | "Công thức nấu ăn nguy hiểm" "Kiken na Reshipi" (危険なレシピ) | 6 tháng 3 năm 2000   | 26 tháng 4 năm 2017                                                                                     |
| 184 | 157–158 | "Nụ cười lạnh lùng của chiếc mặt nạ bị nguyền rủa 1 tiếng" "Noroi no Kamen wa Tsumetaku Warau" (呪いの仮面は冷たく笑う)                                                      | 23 tháng 3 năm 2000  | 27 tháng 4 năm 2017 (Phần đầu) 28 tháng 4 năm 2017 (Phần cuối)                                          |
| 185 | 159     | "Vụ án giết vị thám tử nổi tiếng (Phần đầu)" "Korosareta Meitantei (Zenpen)" (殺された名探偵 (前編))                                                                         | 10 tháng 4 năm 2000  | 1 tháng 5 năm 2017                                                                                      |
| 186 | 160     | "Vụ án giết vị thám tử nổi tiếng (Phần cuối)" "Korosareta Meitantei (Kōhen)" (殺された名探偵(後編))                                                                          | 17 tháng 4 năm 2000  | 2 tháng 5 năm 2017                                                                                      |
| 187 | 161     | "Tiếng súng bí ẩn chấn động màn đêm" "Yami ni Hibiku Nazo no Juusei" (闇に響く謎の銃声)                                                                                      | 24 tháng 4 năm 2000  | 3 tháng 5 năm 2017                                                                                      |
| 188 | 162     | "Sự hồi sinh liều lĩnh – Đội thám tử nhí trong hang động" "Inochigake no Fukkatsu ~Doukutsu no Tantei-dan~" (命がけの復活〜洞窟の探偵団〜)                                   | 1 tháng 5 năm 2000   | 4 tháng 5 năm 2017                                                                                      |
| 189 | 163     | "Sự hồi sinh liều lĩnh – Thám tử lừng danh trọng thương" "Inochigake no Fukkatsu ~Fushoushita Meitantei~" (命がけの復活〜負傷した名探偵〜)                                   | 8 tháng 5 năm 2000   | 5 tháng 5 năm 2017                                                                                      |
| 190 | 164     | "Sự hồi sinh liều lĩnh – Lựa chọn thứ ba" "Inochigake no Fukkatsu ~Daisan no Sentaku~" (命がけの復活〜第三の選択〜)                                                          | 15 tháng 5 năm 2000  | 8 tháng 5 năm 2017                                                                                      |
| 191 | 165     | "Sự hồi sinh liều lĩnh – Hiệp sĩ áo choàng đen" "Inochigake no Fukkatsu ~Kokui no Kishi~" (命がけの復活〜黒衣の騎士〜)                                                       | 22 tháng 5 năm 2000  | 9 tháng 5 năm 2017                                                                                      |
| 192 | 166     | "Sự hồi sinh liều lĩnh – Shinichi trở lại" "Inochigake no Fukkatsu ~Kaette kita Shinichi...~" (命がけの復活〜帰ってきた新一...〜)                                            | 29 tháng 5 năm 2000  | 10 tháng 5 năm 2017                                                                                     |
| 193 | 167     | "Sự hồi sinh liều lĩnh – Nơi chốn của ước hẹn" "Inochigake no Fukkatsu ~Yakusoku no Basho~" (命がけの復活〜約束の場所〜)                                                     | 5 tháng 6 năm 2000   | 11 tháng 5 năm 2017                                                                                     |
| 194 | 168     | "Gợi ý từ hộp nhạc (Phần đầu)" "Imishin na Orugooru (Zenpen)" (意味深なオルゴール (前編))                                                                                    | 12 tháng 6 năm 2000  | 12 tháng 5 năm 2017                                                                                     |
| 195 | 169     | "Gợi ý từ hộp nhạc (Phần cuối)" "Imishin na Orugooru (Kōhen)" (意味深なオルゴール (後編))                                                                                    | 19 tháng 6 năm 2000  | 15 tháng 5 năm 2017                                                                                     |
| 196 | 170     | "Hung khí vô hình – Suy luận đầu tiên của Ran" "Mienai Kyouki Ran no Hatsu-suiri" (見えない凶器 蘭の初推理)                                                                  | 26 tháng 6 năm 2000  | 16 tháng 5 năm 2017                                                                                     |
| 197 | 171     | "Cạm bẫy trong chiếc siêu xe (Phần đầu)" "Suupaa Kaa no Wana (Zenpen)" (スーパーカーの罠 (前編))                                                                             | 3 tháng 7 năm 2000   | 17 tháng 5 năm 2017                                                                                     |
| 198 | 172     | "Cạm bẫy trong chiếc siêu xe (Phần cuối)" "Suupaa Kaa no Wana (Kōhen)" (スーパーカーの罠 (後編))                                                                             | 10 tháng 7 năm 2000  | 18 tháng 5 năm 2017                                                                                     |
| 199 | 173     | "Nghi phạm là Mori Kogoro (Phần đầu)" "Yougisha - Mōri Kogoro (Zenpen)" (容疑者·毛利小五郎 (前編))                                                                           | 17 tháng 7 năm 2000  | 19 tháng 5 năm 2017                                                                                     |
| 200 | 174     | "Nghi phạm là Mori Kogoro (Phần cuối)" "Yougisha - Mōri Kogoro (Kōhen)" (容疑者·毛利小五郎 (後編))                                                                           | 24 tháng 7 năm 2000  | 22 tháng 5 năm 2017                                                                                     |
| 201 | 175     | "Người hành khách thứ 10 (Phần đầu)" "Juuninme no Joukyaku (Zenpen)" (10人目の乗客 (前編))                                                                                   | 31 tháng 7 năm 2000  | 23 tháng 5 năm 2017                                                                                     |
| 202 | 176     | "Người hành khách thứ 10 (Phần cuối)" "Juuninme no Joukyaku (Kōhen)" (10人目の乗客 (後編))                                                                                   | 7 tháng 8 năm 2000   | 24 tháng 5 năm 2017                                                                                     |
| 203 | 177     | "Đôi cánh đen của Icarus (Phần đầu)" "Kuroi Ikarosu no Tsubasa (Zenpen)" (黒いイカロスの翼 (前編))                                                                           | 14 tháng 8 năm 2000  | 26 tháng 6 năm 2017                                                                                     |
| 204 | 178     | "Đôi cánh đen của Icarus (Phần cuối)" "Kuroi Ikarosu no Tsubasa (Kōhen)" (黒いイカロスの翼(後編))                                                                            | 21 tháng 8 năm 2000  | 27 tháng 6 năm 2017                                                                                     |
| 205 | 225     | "Câu chuyện tình yêu ở trụ sở cảnh sát 3 (Phần đầu)" "Honchou no Keiji Koi Monogatari 3 (Zenpen)" (本庁の刑事恋物語3 (前編))                                                 | 28 tháng 8 năm 2000  | 28 tháng 6 năm 2017                                                                                     |
| 206 | 226     | "Câu chuyện tình yêu ở trụ sở cảnh sát 3 (Phần cuối)" "Honchou no Keiji Koi Monogatari 3 (Kōhen)" (本庁の刑事恋物語3 (後編))                                                 | 4 tháng 9 năm 2000   | 29 tháng 6 năm 2017                                                                                     |
| 207 | 179     | "Suy luận quá tuyệt vời" "Migoto-sugita Meisuiri" (見事すぎた名推理) | 11 tháng 9 năm 2000  | 30 tháng 6 năm 2017                                                                                     |
| 208 | 180–181 | "Lạc vào mê cung – Sự giận dữ của tượng Nữ thần khổng lồ 1 tiếng" "Meikyuu he no Iriguchi Kyodai Jinzou no Ikari" (迷宮への入り口 巨大神像の怒り)                            | 9 tháng 10 năm 2000  | 3 tháng 7 năm 2017 (Phần đầu) 4 tháng 7 năm 2017 (Phần cuối)                                            |
| 209 | 182     | "Tai nạn ở núi Ryuujin" "Ryuushin-san Tenraku Jiken" (龍神山転落事件) | 16 tháng 10 năm 2000 | 5 tháng 7 năm 2017                                                                                      |
| 210 | 227     | "Truyền thuyết về Thủy cung Ngũ sắc (Phần đầu)" "Gozai Densetsu no Mizu-gotten (Zenpen)" (五彩伝説の水御殿 (前編))                                                           | 23 tháng 10 năm 2000 | 6 tháng 7 năm 2017                                                                                      |
| 211 | 228     | "Truyền thuyết về Thủy cung Ngũ sắc (Phần cuối)" "Gozai Densetsu no Mizu-gotten (Kōhen)" (五彩伝説の水御殿 (後編))                                                           | 30 tháng 10 năm 2000 | 7 tháng 7 năm 2017                                                                                      |
| 212 | 183     | "Nấm, gấu và Đội thám tử nhí (Phần đầu)" "Kinoko to Kuma to Tantei-dan (Zenpen)" (きのこと熊と探偵団 (前編))                                                                 | 6 tháng 11 năm 2000  | 10 tháng 7 năm 2017                                                                                     |
| 213 | 184     | "Nấm, gấu và Đội thám tử nhí (Phần cuối)" "Kinoko to Kuma to Tantei-dan (Kōhen)" (きのこと熊と探偵団 (後編))                                                                 | 13 tháng 11 năm 2000 | 11 tháng 7 năm 2017                                                                                     |
| 214 | 185     | "Bí ẩn căn phòng phía sau" "Retoro Ruumu no Nazo Jiken" (レトロルームの謎事件)                                                                                               | 20 tháng 11 năm 2000 | 12 tháng 7 năm 2017                                                                                     |
| 215 | 186     | "Đường cùng của sự trả thù (Phần đầu)" "Bei Obu Ribenji (Zenpen)" (ベイ·オブ·リベンジ (前編))                                                                                | 27 tháng 11 năm 2000 | 13 tháng 7 năm 2017                                                                                     |
| 216 | 187     | "Đường cùng của sự trả thù (Phần cuối)" "Bei Obu Ribenji (Kōhen)" (ベイ·オブ·リベンジ (後編))                                                                                | 4 tháng 12 năm 2000  | 14 tháng 7 năm 2017                                                                                     |
| 217 | 188     | "Bí mật giấu kín của Thanh tra Megure (Phần đầu)" "Fuuin-sareta Megure no Himitsu (Zenpen)" (封印された目暮の秘密 (前編))                                                    | 11 tháng 12 năm 2000 | 25 tháng 7 năm 2017                                                                                     |
| 218 | 189     | "Bí mật giấu kín của Thanh tra Megure (Phần cuối)" "Fuuin-sareta Megure no Himitsu (Kōhen)" (封印された目暮の秘密 (後編))                                                    | 18 tháng 12 năm 2000 | 26 tháng 7 năm 2017                                                                                     |

### Năm 2001
| #   | #VN     | Tên tập phim | Ngày phát sóng gốc   | Ngày phát sóng tiếng Việt                                                                               |
| --- | ------- | --- | -------------------- | --- |
| 219 | 240–243 | "Cuộc hội ngộ của các Thám tử – Shinichi Kudo đối đầu với Siêu trộm Kaito Kid 2 tiếng" "Atsumerareta Meitantei! Kudō Shinichi VS Kaitō Kiddo" (集められた名探偵!工藤新一VS怪盗キッド) | 8 tháng 1 năm 2001   | 17 tháng 7, 2017 (Phần 1) 18 tháng 7, 2017 (Phần 2) 19 tháng 7, 2017 (Phần 3) 20 tháng 7, 2017 (Phần 4) |
| 220 | 244     | "Vị khách nói dối (Phần đầu)" "Itsuwari Darake no Irainin (Zenpen)" (偽りだらけの依頼人 (前編))                                                                                       | 15 tháng 1 năm 2001  | 21 tháng 7 năm 2017                                                                                     |
| 221 | 245     | "Vị khách nói dối (Phần cuối)" "Itsuwari Darake no Irainin (Kōhen)" (偽りだらけの依頼人(後編))                                                                                        | 22 tháng 1 năm 2001  | 24 tháng 7 năm 2017                                                                                     |
| 222 | 190     | "Vụ án Nàng tiên cá không hề tồn tại (Phần án mạng)" "Soshite Ningyou wa Inakunatta (Jikenhen)" (そして人魚はいなくなった(事件編))                                                    | 29 tháng 1 năm 2001  | 14 tháng 8 năm 2017                                                                                     |
| 223 | 191     | "Vụ án Nàng tiên cá không hề tồn tại (Phần suy luận)" "Soshite Ningyou wa Inakunatta (Suirihen)" (そして人魚はいなくなった(推理編))                                                   | 5 tháng 2 năm 2001   | 15 tháng 8 năm 2017                                                                                     |
| 224 | 192     | "Vụ án Nàng tiên cá không hề tồn tại (Phần phá án)" "Soshite Ningyou wa Inakunatta (Kaiketsuhen)" (そして人魚はいなくなった(解決編))                                                  | 12 tháng 2 năm 2001  | 16 tháng 8 năm 2017                                                                                     |
| 225 | 207     | "Bí ẩn đằng sau doanh thu cao" "Shoubai Hanjou no Himitsu" (商売繁盛のヒミツ) | 19 tháng 2 năm 2001  | 17 tháng 8 năm 2017                                                                                     |
| 226 | 253     | "Cạm bẫy của trận đấu Game (Phần đầu)" "Batoru Geemu no Wana (Zenpen)" (バトルゲームの罠(前編))                                                                                       | 26 tháng 2 năm 2001  | 18 tháng 8 năm 2017                                                                                     |
| 227 | 254     | "Cạm bẫy của trận đấu Game (Phần cuối)" "Batoru Geemu no Wana (Kōhen)" (バトルゲームの罠(後編))                                                                                       | 5 tháng 3 năm 2001   | 21 tháng 8 năm 2017                                                                                     |
| 228 | 255     | "Án mạng ở lớp đồ gốm (Phần đầu)" "Satsui no Dougei Kyoushitsu (Zenpen)" (殺意の陶芸教室 (前編))                                                                                      | 12 tháng 3 năm 2001  | 22 tháng 8 năm 2017                                                                                     |
| 229 | 256     | "Án mạng ở lớp đồ gốm (Phần cuối)" "Satsui no Dougei Kyoushitsu (Kōhen)" (殺意の陶芸教室 (後編))                                                                                      | 19 tháng 3 năm 2001  | 23 tháng 8 năm 2017                                                                                     |
| 230 | 257     | "Vị hành khách bí ẩn (Phần đầu)" "Nazo-meita Joukyaku (Zenpen)" (謎めいた乗客 (前編))                                                                                                 | 16 tháng 4 năm 2001  | 24 tháng 8 năm 2017                                                                                     |
| 231 | 258     | "Vị hành khách bí ẩn (Phần cuối)" "Nazo-meita Joukyaku (Kōhen)" (謎めいた乗客 (後編))                                                                                                 | 23 tháng 4 năm 2001  | 25 tháng 8 năm 2017                                                                                     |
| 232 | 208     | "Vụ án người rơi xuống từ Căn hộ cao cấp" "Manshon Tenraku Jiken" (マンション転落事件)                                                                                                | 7 tháng 5 năm 2001   | 28 tháng 8 năm 2017                                                                                     |
| 233 | 259     | "Nhân chứng không biến mất (Phần đầu)" "Kienakatta Shouko (Zenpen)" (消えなかった証拠 (前編))                                                                                         | 14 tháng 5 năm 2001  | 29 tháng 8 năm 2017                                                                                     |
| 234 | 260     | "Nhân chứng không biến mất (Phần cuối)" "Kienakatta Shouko (Kōhen)" (消えなかった証拠 (後編))                                                                                         | 21 tháng 5 năm 2001  | 30 tháng 8 năm 2017                                                                                     |
| 235 | 261     | "Căn hầm rượu khóa kín" "Misshitsu no Wain Seraa" (密室のワインセラー) | 28 tháng 5 năm 2001  | 31 tháng 8 năm 2017                                                                                     |
| 236 | 209     | "Hành trình bí ẩn Nanki –Shirahama (Phần đầu)" "Nanki Shirahama Misuterii Tsuaa (Zenpen)" (南紀白浜ミステリーツアー (前編))                                                           | 4 tháng 6 năm 2001   | 1 tháng 9 năm 2017                                                                                      |
| 237 | 210     | "Hành trình bí ẩn Nanki –Shirahama (Phần cuối)" "Nanki Shirahama Misuterii Tsuaa (Kōhen)" (南紀白浜ミステリーツアー (後編))                                                           | 11 tháng 6 năm 2001  | 4 tháng 9 năm 2017 \                                                                                    |
| 238 | 211     | "Vụ án "K3" ở Osaka (Phần đầu)" "Oosaka "Mittsu no K" Jiken (Zenpen)" (大阪"3つのK"事件 (前編))                                                                                       | 18 tháng 6 năm 2001  | 5 tháng 9 năm 2017                                                                                      |
| 239 | 212     | "Vụ án "K3" ở Osaka (Phần cuối)" "Oosaka "Mittsu no K" Jiken (Kōhen)" (大阪"3つのK"事件 (後編))                                                                                       | 25 tháng 6 năm 2001  | 6 tháng 9 năm 2017                                                                                      |
| 240 | 215     | "Vụ án trên chuyến tàu Shinkansen (Phần đầu)" "Shinkansen Gosou Jiken (Zenpen)" (新幹線護送事件(前編))                                                                                | 2 tháng 7 năm 2001   | 7 tháng 9 năm 2017                                                                                      |
| 241 | 216     | "Vụ án trên chuyến tàu Shinkansen (Phần cuối)" "Shinkansen Gosou Jiken (Kōhen)" (新幹線護送事件(後編))                                                                                | 9 tháng 7 năm 2001   | 8 tháng 9 năm 2017                                                                                      |
| 242 | 246     | "Genta gặp nạn" "Genta Shōnen no Sainan" (元太少年の災難) | 16 tháng 7 năm 2001  | 11 tháng 9 năm 2017                                                                                     |
| 243 | 247     | "Kẻ mạo danh Thám tử Mori Kogoro (Phần đầu)" "Mōri Kogoro no Nisemono (Zenpen)" (毛利小五郎のニセ者 (前編))                                                                           | 23 tháng 7 năm 2001  | 12 tháng 9 năm 2017                                                                                     |
| 244 | 248     | "Kẻ mạo danh Thám tử Mori Kogoro (Phần cuối)" "Mōri Kogoro no Nisemono (Kōhen)" (毛利小五郎のニセ者 (後編))                                                                           | 30 tháng 7 năm 2001  | 13 tháng 9 năm 2017                                                                                     |
| 245 | 217     | "Phát súng trong biệt thự Hoa Hướng Dương" "Himawari-kan no Juusei" (ヒマワリ館の銃声)                                                                                                | 6 tháng 8 năm 2001   | 14 tháng 9 năm 2017                                                                                     |
| 246 | 249     | "Bí ẩn trong tấm lưới (Phần đầu)" "Ami ni Kakatta Nazo (Zenpen)" (網にかかった謎 (前編))                                                                                              | 13 tháng 8 năm 2001  | 15 tháng 9 năm 2017                                                                                     |
| 247 | 250     | "Bí ẩn trong tấm lưới (Phần cuối)" "Ami ni Kakatta Nazo (Kōhen)" (網にかかった謎(後編))                                                                                               | 20 tháng 8 năm 2001  | 18 tháng 9 năm 2017                                                                                     |
| 248 | 218     | "Chứng cứ ngoại phạm ở trong rừng" "Iyashi no Mori no Aribai" (癒しの森のアリバイ) | 27 tháng 8 năm 2001  | 19 tháng 9 năm 2017                                                                                     |
| 249 | 251     | "Bí mật của Ngôi sao Thần tượng (Phần đầu)" "Aidoru-tachi no Himitsu (Zenpen)" (アイドル達の秘密 (前編))                                                                              | 3 tháng 9 năm 2001   | 20 tháng 9 năm 2017                                                                                     |
| 250 | 252     | "Bí mật của Ngôi sao Thần tượng (Phần cuối)" "Aidoru-tachi no Himitsu (Kōhen)" (アイドル達の秘密 (後編))                                                                              | 10 tháng 9 năm 2001  | 21 tháng 9 năm 2017                                                                                     |
| 251 | 219     | "Bi kịch tại trang trại OK" "OK-Bokujou no Higeki" (OK牧場の悲劇) | 17 tháng 9 năm 2001  | 22 tháng 9 năm 2017                                                                                     |
| 252 | 262     | "Kẻ bắt cóc trong bức tranh" "E no Naka no Yuukaihan" (絵の中の誘拐犯) | 8 tháng 10 năm 2001  | 25 tháng 9 năm 2017                                                                                     |
| 253 | 263     | "Câu chuyện tình yêu ở trụ sở cảnh sát 4 (Phần đầu)" "Honchou no Keiji Koi Monogatari 4 (Zenpen)" (本庁の刑事恋物語4 (前編))                                                          | 15 tháng 10 năm 2001 | 26 tháng 9 năm 2017                                                                                     |
| 254 | 264     | "Câu chuyện tình yêu ở trụ sở cảnh sát 4 (Phần cuối)" "Honchou no Keiji Koi Monogatari 4 (Kōhen)" (本庁の刑事恋物語4 (後編))                                                          | 22 tháng 10 năm 2001 | 27 tháng 9 năm 2017                                                                                     |
| 255 | 265     | "Cuộc thi Matsue Tamatsukuri lần thứ 14 (Phần đầu)" "Matsue Tamatsukuri Renku Juuyonban Shoubu (Zenpen)" (松江玉造連句14番勝負 (前編))                                                | 29 tháng 10 năm 2001 | 28 tháng 9 năm 2017                                                                                     |
| 256 | 266     | "Cuộc thi Matsue Tamatsukuri lần thứ 14 (Phần cuối)" "Matsue Tamatsukuri Renku Juuyonban Shoubu (Kōhen)" (松江玉造連句14番勝負 (後編))                                                | 5 tháng 11 năm 2001  | 29 tháng 9 năm 2017                                                                                     |
| 257 | 267     | "Sự trừng phạt bí ẩn từ thiên đường" "Yo nimo Kimyou na Tenbatsu" (世にも奇妙な天罰)                                                                                                  | 12 tháng 11 năm 2001 | 2 tháng 10 năm 2017                                                                                     |
| 258 | 220     | "Ông lão đến từ Chicago (Phần đầu)" "Shikago Kara Kita Otoko (Zenpen)" (シカゴから来た男 (前編))                                                                                      | 19 tháng 11 năm 2001 | 3 tháng 10 năm 2017                                                                                     |
| 259 | 221     | "Ông lão đến từ Chicago (Phần cuối)" "Shikago Kara Kita Otoko (Kōhen)" (シカゴから来た男 (後編))                                                                                      | 26 tháng 11 năm 2001 | 4 tháng 10 năm 2017                                                                                     |
| 260 | 222     | "Nhà hàng rung chuyển" "Yureru Resutoran" (揺れるレストラン) | 3 tháng 12 năm 2001  | 5 tháng 10 năm 2017                                                                                     |
| 261 | 223     | "Truyền thuyết kinh hoàng trong đêm tuyết lạnh (Phần đầu)" "Yuki no Yoru no Kyoufu Densetsu (Zenpen)" (雪の夜の恐怖伝説 (前編))                                                       | 10 tháng 12 năm 2001 | 6 tháng 10 năm 2017                                                                                     |
| 262 | 224     | "Truyền thuyết kinh hoàng trong đêm tuyết lạnh (Phần cuối)" "Yuki no Yoru no Kyoufu Densetsu (Kōhen)" (雪の夜の恐怖伝説 (後編))                                                       | 17 tháng 12 năm 2001 | 9 tháng 10 năm 2017                                                                                     |

### Năm 2002
| #   | #VN     | Tên tập phim | Ngày phát sóng gốc   | Ngày phát sóng tiếng Việt                                                                                   |
| --- | ------- | --- | -------------------- | --- |
| 263 | 268–271 | "Bí mật kép ở Osaka – Kiếm khách Naniwa và cung điện của Toyotomi 2 tiếng" "Oosaka Daburu Misuterii: Naniwa Kenshi to Taikō no Shiro" (大阪ダブルミステリー 浪花剣士と太閤の城) | 7 tháng 1 năm 2002   | 10 tháng 10, 2017 (Phần 1) 11 tháng 10, 2017 (Phần 2) 12 tháng 10, 2017 (Phần 3) 13 tháng 10, 2017 (Phần 4) |
| 264 | 272     | "Trận chiến phòng xét xử – Kisaki và Kogoro (Phần đầu)" "Hōtei no Taiketsu: Kisaki tai Kogorō (Zenpen)" (法廷の対決 妃VS小五郎 (前編))                                          | 14 tháng 1 năm 2002  | 16 tháng 10 năm 2017                                                                                        |
| 265 | 273     | "Trận chiến phòng xét xử – Kisaki và Kogoro (Phần cuối)" "Houtei no Taiketsu: Kisaki tai Kogorou (Kōhen)" (法廷の対決 妃VS小五郎 (後編))                                        | 21 tháng 1 năm 2002  | 17 tháng 10 năm 2017                                                                                        |
| 266 | 274     | "Sự thật đằng sau ngày Valentine (Phần án mạng)" "Barentain no Shinjitsu (Jikenhen)" (バレンタインの真実 (事件編))                                                              | 28 tháng 1 năm 2002  | 18 tháng 10 năm 2017                                                                                        |
| 267 | 275     | "Sự thật đằng sau ngày Valentine (Phần suy luận)" "Barentain no Shinjitsu (Suirihen)" (バレンタインの真実 (推理編))                                                             | 4 tháng 2 năm 2002   | 19 tháng 10 năm 2017                                                                                        |
| 268 | 276     | "Sự thật đằng sau ngày Valentine (Phần phá án)" "Barentain no Shinjitsu (Kaiketsuhen)" (バレンタインの真実 (解決編))                                                            | 11 tháng 2 năm 2002  | 20 tháng 10 năm 2017                                                                                        |
| 269 | 235     | "Vật lưu niệm của tội ác (Phần đầu)" "Hanzai no Wasuregatami (Zenpen)" (犯罪の忘れ形見 (前編))                                                                                  | 18 tháng 2 năm 2002  | 23 tháng 10 năm 2017                                                                                        |
| 270 | 236     | "Vật lưu niệm của tội ác (Phần cuối)" "Hanzai no Wasuregatami (Kōhen)" (犯罪の忘れ形見 (後編))                                                                                  | 4 tháng 3 năm 2002   | 24 tháng 10 năm 2017                                                                                        |
| 271 | 277     | "Bí mật mảnh giấy bị thiếu (Phần đầu)" "Kakushite Isoide Shouryaku (Zenpen)" (隠して急いで省略 (前編))                                                                          | 11 tháng 3 năm 2002  | 25 tháng 10 năm 2017                                                                                        |
| 272 | 278     | "Bí mật mảnh giấy bị thiếu (Phần cuối)" "Kakushite Isoide Shouryaku (Kōhen)" (隠して急いで省略 (後編))                                                                          | 18 tháng 3 năm 2002  | 26 tháng 10 năm 2017                                                                                        |
| 273 | 279     | "Vụ án câu đố bí ẩn của bà lão biến mất" "Kuizu-baasan no Shissou Jiken" (クイズ婆さんの失踪事件)                                                                               | 8 tháng 4 năm 2002   | 27 tháng 10 năm 2017                                                                                        |
| 274 | 237     | "Sự thật về ngôi nhà ma ám (Phần đầu)" "Yuurei-yashiki no Shinjitsu (Zenpen)" (幽霊屋敷の真実 (前編))                                                                           | 15 tháng 4 năm 2002  | 30 tháng 10 năm 2017                                                                                        |
| 275 | 238     | "Sự thật về ngôi nhà ma ám (Phần cuối)" "Yuurei-yashiki no Shinjitsu (Kōhen)" (幽霊屋敷の真実 (後編))                                                                           | 22 tháng 4 năm 2002  | 31 tháng 10 năm 2017                                                                                        |
| 276 | 239     | "Vụ án cuốn sổ ghi chép của sĩ quan cảnh sát bị mất" "Keisatsu Techou Funshitsu Jiken" (警察手帳紛失事件)                                                                       | 6 tháng 5 năm 2002   | 1 tháng 11 năm 2017                                                                                         |
| 277 | 280     | "Giáo viên Anh ngữ và Thám tử miền Tây (Phần đầu)" "Eigo-kyoushi tai Nishi no Meitantei (Zenpen)" (英語教師VS西の名探偵 (前編))                                                 | 13 tháng 5 năm 2002  | 2 tháng 11 năm 2017                                                                                         |
| 278 | 281     | "Giáo viên Anh ngữ và Thám tử miền Tây (Phần cuối)" "Eigo-kyoushi tai Nishi no Meitantei (Kōhen)" (英語教師VS西の名探偵 (後編))                                                 | 20 tháng 5 năm 2002  | 3 tháng 11 năm 2017                                                                                         |
| 279 | 282     | "Rắc rối của gã Hooligan (Phần đầu)" "Meikyuu no Fuurigan (Zenpen)" (迷宮のフーリガン (前編))                                                                                   | 27 tháng 5 năm 2002  | 6 tháng 11 năm 2017                                                                                         |
| 280 | 283     | "Rắc rối của gã Hooligan (Phần cuối)" "Meikyuu no Fuurigan (Kōhen)" (迷宮のフーリガン (後編))                                                                                   | 3 tháng 6 năm 2002   | 7 tháng 11 năm 2017                                                                                         |
| 281 | 284     | "Những nhân chứng nhí bất đắc dĩ" "Chiisana Mokugekisha-tachi" (小さな目撃者たち)                                                                                               | 10 tháng 6 năm 2002  | 8 tháng 11 năm 2017                                                                                         |
| 282 | 285     | "Bí ẩn của khu vườn thác nước (Phần đầu)" "Mizu Nagaruru Sekitei no Kai (Zenpen)" (水流るる石庭の怪 (前編))                                                                     | 17 tháng 6 năm 2002  | 9 tháng 11 năm 2017                                                                                         |
| 283 | 286     | "Bí ẩn của khu vườn thác nước (Phần cuối)" "Mizu Nagaruru Sekitei no Kai (Kōhen)" (水流るる石庭の怪 (後編))                                                                     | 24 tháng 6 năm 2002  | 10 tháng 11 năm 2017                                                                                        |
| 284 | 287     | "Vụ án tại Nhà hàng Trung Hoa (Phần đầu)" "Chuukagai Ame no Deja Byu (Zenpen)" (中華街 雨のデジャビュ (前編))                                                                   | 1 tháng 7 năm 2002   | 13 tháng 11 năm 2017                                                                                        |
| 285 | 288     | "Vụ án tại Nhà hàng Trung Hoa (Phần cuối)" "Chuukagai Ame no Deja Byu (Kōhen)" (中華街 雨のデジャビュ (後編))                                                                   | 8 tháng 7 năm 2002   | 14 tháng 11 năm 2017                                                                                        |
| 286 | 289     | "Kudo Shinichi và án mạng ở New York (Phần án mạng)" "Kudō Shinichi NY no Jiken (Jikenhen)" (工藤新一NYの事件 (事件編))                                                         | 15 tháng 7 năm 2002  | 15 tháng 11 năm 2017                                                                                        |
| 287 | 290     | "Kudo Shinichi và án mạng ở New York (Phần suy luận)" "Kudō Shinichi NY no Jiken (Suirihen)" (工藤新一NYの事件 (推理編))                                                        | 22 tháng 7 năm 2002  | 16 tháng 11 năm 2017                                                                                        |
| 288 | 291     | "Kudo Shinichi và án mạng ở New York (Phần phá án)" "Kudō Shinichi NY no Jiken (Kaiketsuhen)" (工藤新一NYの事件 (解決編))                                                       | 29 tháng 7 năm 2002  | 17 tháng 11 năm 2017                                                                                        |
| 289 | 292     | "Mitsuhiko và khu rừng bí ẩn (Phần đầu)" "Mayoi no Mori no Mitsuhiko (Zenpen)" (迷いの森の光彦 (前編))                                                                          | 5 tháng 8 năm 2002   | 20 tháng 11 năm 2017                                                                                        |
| 290 | 293     | "Mitsuhiko và khu rừng bí ẩn (Phần cuối)" "Mayoi no Mori no Mitsuhiko (Kōhen)" (迷いの森の光彦 (後編))                                                                          | 12 tháng 8 năm 2002  | 21 tháng 11 năm 2017                                                                                        |
| 291 | 294     | "Hòn đảo công chúa hiu quạnh và cung điện vua rồng (Phần án mạng)" "Kotō no Hime to Ryugujo (Jikenhen)" (孤島の姫と龍宮城 (事件編))                                             | 19 tháng 8 năm 2002  | 22 tháng 11 năm 2017                                                                                        |
| 292 | 295     | "Hòn đảo công chúa hiu quạnh và cung điện vua rồng (Phần điều tra)" "Kotō no Hime to Ryugujo (Tsuikyūhen)" (孤島の姫と龍宮城 (追求編))                                          | 26 tháng 8 năm 2002  | 23 tháng 11 năm 2017                                                                                        |
| 293 | 296     | "Hòn đảo công chúa hiu quạnh và cung điện vua rồng (Phần phá án)" "Kotō no Hime to Ryugujo (Kaiketsuhen)" (孤島の姫と龍宮城解決編)                                              | 2 tháng 9 năm 2002   | 24 tháng 11 năm 2017                                                                                        |
| 294 | 297     | "Sự tan vỡ của quyết định và tình yêu (Phần đầu)" "Ai to Ketsudan no Sumasshu (Zenpen)" (愛と決断のスマッシュ (前編))                                                           | 9 tháng 9 năm 2002   | 27 tháng 11 năm 2017                                                                                        |
| 295 | 298     | "Sự tan vỡ của quyết định và tình yêu (Phần cuối)" "Ai to Ketsudan no Sumasshu (Kōhen)" (愛と決断のスマッシュ (後編))                                                           | 16 tháng 9 năm 2002  | 28 tháng 11 năm 2017                                                                                        |
| 296 | 299     | "Cú sốc chết người trên nhà thuyền" "Yakatabune Tsuri Shokku" (屋形船 釣りショック)                                                                                             | 14 tháng 10 năm 2002 | 29 tháng 11 năm 2017                                                                                        |
| 297 | 300     | "Trận chiến phòng xét xử 2 – Kisaki đấu với Kujo (Phần đầu)" "Houtei no Taiketsu II: Kisaki tai Kujou (Zenpen)" (法廷の対決Ⅱ 妃VS九条 (前編))                                   | 21 tháng 10 năm 2002 | 30 tháng 11 năm 2017                                                                                        |
| 298 | 301     | "Trận chiến phòng xét xử 2 – Kisaki đấu với Kujo (Phần cuối)" "Houtei no Taiketsu II: Kisaki tai Kujou (Kōhen)" (法廷の対決Ⅱ 妃VS九条 (後編))                                   | 28 tháng 10 năm 2002 | 1 tháng 12 năm 2017                                                                                         |
| 299 | 302     | "Tình bạn và vụ án ở eo biển Kanmon (Phần đầu)" "Yuujou to Satsui no Kanmon Kaikyou (Zenpen)" (友情と殺意の関門海峡 (前編))                                                     | 4 tháng 11 năm 2002  | 4 tháng 12 năm 2017                                                                                         |
| 300 | 303     | "Tình bạn và vụ án ở eo biển Kanmon (Phần cuối)" "Yuujou to Satsui no Kanmon Kaikyou (Kōhen)" (友情と殺意の関門海峡(後編))                                                      | 18 tháng 11 năm 2002 | 5 tháng 12 năm 2017                                                                                         |
| 301 | 304     | "Dã tâm của cuộc diễu hành và vị thánh (Phần đầu)" "Akui to Seija no Koushin (Zenpen)" (悪意と聖者の行進(前編))                                                                 | 25 tháng 11 năm 2002 | 6 tháng 12 năm 2017                                                                                         |
| 302 | 305     | "Dã tâm của cuộc diễu hành và vị thánh (Phần cuối)" "Akui to Seija no Koushin (Kōhen)" (悪意と聖者の行進(後編))                                                                 | 2 tháng 12 năm 2002  | 7 tháng 12 năm 2017                                                                                         |
| 303 | 306     | "Nạn nhân đã quay trở lại" "Modotte Kita Higaisha" (戻って来た被害者) | 9 tháng 12 năm 2002  | 8 tháng 12 năm 2017                                                                                         |

### Năm 2003
| #   | #VN     | Tên tập phim | Ngày phát sóng gốc   | Ngày phát sóng tiếng Việt                                                                                   |
| --- | ------- | --- | -------------------- | --- |
| 304 | 307–310 | "Trụ sở cảnh sát run sợ bởi 12 triệu con tin 2 tiếng" "Yureru Keishichou Sennihyakumannin no Hitojichi" (揺れる警視庁 1200万人の人質) | 6 tháng 1 năm 2003   | 25 tháng 12, 2017 (Phần 1) 26 tháng 12, 2017 (Phần 2) 27 tháng 12, 2017 (Phần 3) 28 tháng 12, 2017 (Phần 4) |
| 305 | 311     | "Nghi phạm không thể nhìn thấy (Phần đầu)" "Mienai Yougisha (Zenpen)" (見えない容疑者 (前編))                                         | 13 tháng 1 năm 2003  | 11 tháng 12 năm 2017                                                                                        |
| 306 | 312     | "Nghi phạm không thể nhìn thấy (Phần cuối)" "Mienai Yougisha (Kōhen)" (見えない容疑者 (後編))                                         | 20 tháng 1 năm 2003  | 12 tháng 12 năm 2017                                                                                        |
| 307 | 313     | "Phần còn lại của bằng chứng không lời (Phần đầu)" "Nokosareta Koenaki Shōgen (Zenpen)" (残された声なき証言 (前編))                   | 27 tháng 1 năm 2003  | 13 tháng 12 năm 2017                                                                                        |
| 308 | 314     | "Phần còn lại của bằng chứng không lời (Phần cuối)" "Nokosareta Koenaki Shōgen (Kōhen)" (残された声なき証言 (後編))                   | 3 tháng 2 năm 2003   | 14 tháng 12 năm 2017                                                                                        |
| 309 | 315     | "Chạm trán với Tổ chức Áo đen (Phần đàm phán)" "Kuro no Soshiki to no Sesshoku (Koushou Hen)" (黒の組織との接触 (交渉編))             | 10 tháng 2 năm 2003  | 15 tháng 12 năm 2017                                                                                        |
| 310 | 316     | "Chạm trán với Tổ chức Áo đen (Phần truy đuổi)" "Kuro no Soshiki to no Sesshoku (Tsuiseki Hen)" (黒の組織との接触 (追跡編))           | 17 tháng 2 năm 2003  | 18 tháng 12 năm 2017                                                                                        |
| 311 | 317     | "Chạm trán với Tổ chức Áo đen (Phần tuyệt vọng)" "Kuro no Soshiki to no Sesshoku (Kesshi Hen)" (黒の組織との接触 (決死編))            | 24 tháng 2 năm 2003  | 19 tháng 12 năm 2017                                                                                        |
| 312 | 318     | "Búp bê lễ hội bị nhuộm màu dưới ánh hoàng hôn (Phần đầu)" "Yuuhi ni Somatta Hinaningyou (Zenpen)" (夕陽に染まった雛人形 (前編))      | 3 tháng 3 năm 2003   | 20 tháng 12 năm 2017                                                                                        |
| 313 | 319     | "Búp bê lễ hội bị nhuộm màu dưới ánh hoàng hôn (Phần cuối)" "Yuuhi ni Somatta Hinaningyou (Kōhen)" (夕陽に染まった雛人形 (後編))      | 10 tháng 3 năm 2003  | 21 tháng 12 năm 2017                                                                                        |
| 314 | 320     | "Đài quan sát với hàng rào bị hỏng" "Kowareta Saku no Tenboudai" (壊れた柵の展望台)                                                   | 17 tháng 3 năm 2003  | 22 tháng 12 năm 2017                                                                                        |
| 315 | 321     | "Dưới ánh Mặt Trời" "Hi no Ataru Basho" (陽のあたる場所)                                                                              | 14 tháng 4 năm 2003  | 29 tháng 12 năm 2017                                                                                        |
| 316 | 322     | "Mặt nạ anh hùng bị hoen ố (Phần đầu)" "Yogoreta Fukumen Hero (Zenpen)" (汚れた覆面ヒーロー (前編))                                   | 21 tháng 4 năm 2003  | 1 tháng 1 năm 2018                                                                                          |
| 317 | 323     | "Mặt nạ anh hùng bị hoen ố (Phần cuối)" "Yogoreta Fukumen Hero (Kouhen)" (汚れた覆面ヒーロー (後編))                                  | 28 tháng 4 năm 2003  | 2 tháng 1 năm 2018                                                                                          |
| 318 | 324     | "Hộp đựng xì gà may mắn (Phần đầu)" "Kouun no Shigaa Keesu (Zenpen)" (幸運のシガーケース (前編))                                      | 5 tháng 5 năm 2003   | 3 tháng 1 năm 2018                                                                                          |
| 319 | 325     | "Hộp đựng xì gà may mắn (Phần cuối)" "Kouun no Shigaa Keesu (Kouhen)" (幸運のシガーケース (後編))                                     | 12 tháng 5 năm 2003  | 4 tháng 1 năm 2018                                                                                          |
| 320 | 326     | "Nghệ thuật của chứng cứ ngoại phạm Ninja" "Ninpou Aribai Kousaku no Jutsu" (忍法アリバイ工作の術)                                    | 19 tháng 5 năm 2003  | 5 tháng 1 năm 2018                                                                                          |
| 321 | 327     | "Sự biến mất của chiếc xe bọn bắt cóc (Phần đầu)" "Kieta Yuukai Tousousha (Zenpen)" (消えた誘拐逃走車 (前編))                         | 26 tháng 5 năm 2003  | 8 tháng 1 năm 2018                                                                                          |
| 322 | 328     | "Sự biến mất của chiếc xe bọn bắt cóc (Phần cuối)" "Kieta Yuukai Tousousha (Kouhen)" (消えた誘拐逃走車 (後編))                        | 2 tháng 6 năm 2003   | 9 tháng 1 năm 2018                                                                                          |
| 323 | 329     | "Sự tuyệt vọng của Hattori Heiji (Phần đầu)" "Hattori Heiji Zettai Zetsumei! (Zenpen)" (服部平次絶体絶命! (前編))                     | 9 tháng 6 năm 2003   | 10 tháng 1 năm 2018                                                                                         |
| 324 | 330     | "Sự tuyệt vọng của Hattori Heiji (Phần cuối)" "Hattori Heiji Zettai Zetsumei! (Kouhen)" (服部平次絶体絶命! (後編))                    | 16 tháng 6 năm 2003  | 11 tháng 1 năm 2018                                                                                         |
| 325 | 331     | "Xích thố trong ngọn lửa (Phần vụ án)" "Honoo no Naka ni Akai Uma (Jikenhen)" (炎の中に赤い馬 (事件編))                               | 23 tháng 6 năm 2003  | 12 tháng 1 năm 2018                                                                                         |
| 326 | 332     | "Xích thố trong ngọn lửa (Phần điều tra)" "Honoo no Naka ni Akai Uma (Sousahen)" (炎の中に赤い馬 (捜査編))                            | 30 tháng 6 năm 2003  | 15 tháng 1 năm 2018                                                                                         |
| 327 | 333     | "Xích thố trong ngọn lửa (Phần phá án)" "Honoo no Naka ni Akai Uma (Kaiketsuhen)" (炎の中に赤い馬 (解決編))                           | 7 tháng 7 năm 2003   | 16 tháng 1 năm 2018                                                                                         |
| 328 | 334     | "Bữa tiệc rượu sinh nhật bí ẩn" "Baasudee Wain no Nazo" (バースデー·ワインの謎)                                                       | 14 tháng 7 năm 2003  | 17 tháng 1 năm 2018                                                                                         |
| 329 | 335     | "Không thể mua được tình bạn (Phần đầu)" "Okane de Kaenai Yuujou (Zenpen)" (お金で買えない友情 (前編))                                | 28 tháng 7 năm 2003  | 18 tháng 1 năm 2018                                                                                         |
| 330 | 336     | "Không thể mua được tình bạn (Phần cuối)" "Okane de Kaenai Yuujou (Kouhen)" (お金で買えない友情 (後編))                               | 4 tháng 8 năm 2003   | 19 tháng 1 năm 2018                                                                                         |
| 331 | 337     | "Món cà ri đáng ngờ (Phần đầu)" "Giwaku no Karakuchi Karee (Zenpen)" (疑惑の辛口カレー (前編))                                        | 11 tháng 8 năm 2003  | 22 tháng 1 năm 2018                                                                                         |
| 332 | 338     | "Món cà ri đáng ngờ (Phần cuối)" "Giwaku no Karakuchi Karee (Kouhen)" (疑惑の辛口カレー (後編))                                       | 18 tháng 8 năm 2003  | 23 tháng 1 năm 2018                                                                                         |
| 333 | 339     | "Những nàng công chúa tài năng (Phần đầu)" "Nitamono Purinsesu (Zenpen)" (似た者プリンセス (前編))                                    | 25 tháng 8 năm 2003  | 24 tháng 1 năm 2018                                                                                         |
| 334 | 340     | "Những nàng công chúa tài năng (Phần cuối)" "Nitamono Purinsesu (Kouhen)" (似た者プリンセス (後編))                                   | 1 tháng 9 năm 2003   | 25 tháng 1 năm 2018                                                                                         |
| 335 | 341     | "Bí mật của hãng phim Tohto (Phần đầu)" "Touto Genzoujo no Himitsu (Zenpen)" (東都現像所の秘密 (前編))                                | 8 tháng 9 năm 2003   | 26 tháng 1 năm 2018                                                                                         |
| 336 | 342     | "Bí mật của hãng phim Tohto (Phần cuối)" "Touto Genzoujo no Himitsu (Kouhen)" (東都現像所の秘密 (後編))                               | 15 tháng 9 năm 2003  | 29 tháng 1 năm 2018                                                                                         |
| 337 | 343     | "Bí ẩn phía sau tai nạn người rơi xuống" "Tenraku Jiken no Ura-jijou" (転落事件の裏事情)                                              | 13 tháng 10 năm 2003 | 30 tháng 1 năm 2018                                                                                         |
| 338 | 344     | "Bốn chiếc Porsche (Phần đầu)" "Yon-dai no Porushe (Zenpen)" (4台のポルシェ (前編))                                                   | 20 tháng 10 năm 2003 | 31 tháng 1 năm 2018                                                                                         |
| 339 | 345     | "Bốn chiếc Porsche (Phần cuối)" "Yon-dai no Porushe (Kouhen)" (4台のポルシェ (後編))                                                  | 27 tháng 10 năm 2003 | 1 tháng 2 năm 2018                                                                                          |
| 340 | 346     | "Bí mật trong nhà vệ sinh (Phần đầu)" "Toire ni Kakushita Himitsu (Zenpen)" (トイレに隠した秘密 (前編))                               | 3 tháng 11 năm 2003  | 2 tháng 2 năm 2018                                                                                          |
| 341 | 347     | "Bí mật trong nhà vệ sinh (Phần cuối)" "Toire ni Kakushita Himitsu (Kouhen)" (トイレに隠した秘密 (後編))                              | 10 tháng 11 năm 2003 | 5 tháng 2 năm 2018                                                                                          |
| 342 | 348–349 | "Cô dâu ở Huis Ten Bosch 1 tiếng" "Hausutenbosu no Hanayome" (ハウステンボスの花嫁)                                                   | 17 tháng 11 năm 2003 | 6 tháng 2 năm 2018 (Phần đầu) 7 tháng 2 năm 2018 (Phần cuối)                                                |
| 343 | 350     | "Cái bẫy trong cửa hàng tiện lợi (Phần đầu)" "Konbini no Otoshiana (Zenpen)" (コンビニの落とし穴 (前編))                              | 1 tháng 12 năm 2003  | 8 tháng 2 năm 2018                                                                                          |
| 344 | 351     | "Cái bẫy trong cửa hàng tiện lợi (Phần cuối)" "Konbini no Otoshiana (Kouhen)" (コンビニの落とし穴 (後編))                             | 8 tháng 12 năm 2003  | 9 tháng 2 năm 2018                                                                                          |

### Năm 2004
| #   | #VN     | Tên tập phim | Ngày phát sóng gốc   | Ngày phát sóng tiếng Việt |
| --- | ------- | --- | -------------------- | --- |
| 345 | 352–356 | "Chạm trán với Băng Áo đen – Hai bí mật trong đêm trăng tròn 2.5 tiếng" "Kuro no Soshiki to Makkou Shoubu Mangetsu no Yoru no Nigen Misuterii" (黒の組織と真っ向勝負満月の夜の二元ミステリー) | 5 tháng 1 năm 2004   | 12 tháng 2, 2018 (Phần 1) 19 tháng 2, 2018 (Phần 2) 20 tháng 2, 2018 (Phần 3) 21 tháng 2, 2018 (Phần 4) 22 tháng 2, 2018 (Phần 5) |
| 346 | 357     | "Truy tìm dấu vết (Phần đầu)" "Oshiri no Maaku wo Sagase (Zenpen)" (お尻のマークを探せ (前編))                                                                                                | 12 tháng 1 năm 2004  | 23 tháng 2 năm 2018 |
| 347 | 358     | "Truy tìm dấu vết (Phần cuối)" "Oshiri no Maaku wo Sagase (Kōhen)" (お尻のマークを探せ (後編))                                                                                                | 19 tháng 1 năm 2004  | 26 tháng 2 năm 2018 |
| 348 | 359     | "Tình yêu, bóng ma và di sản thế giới (Phần đầu)" "Ai to Yuurei to Chikyuu Isan (Zenpen)" (愛と幽霊と地球遺産 (前編))                                                                         | 26 tháng 1 năm 2004  | 13 tháng 2 năm 2018 |
| 349 | 360     | "Tình yêu, bóng ma và di sản thế giới (Phần cuối)" "Ai to Yuurei to Chikyuu Isan (Kōhen)" (愛と幽霊と地球遺産 (後編))                                                                         | 2 tháng 2 năm 2004   | 14 tháng 2 năm 2018 |
| 350 | 361     | "Chiếc điện thoại bị bỏ quên (Phần đầu)" "Wasureta Keitai Denwa (Zenpen)" (忘れた携帯電話 (前編))                                                                                             | 9 tháng 2 năm 2004   | 15 tháng 2 năm 2018 |
| 351 | 362     | "Chiếc điện thoại bị bỏ quên (Phần cuối)" "Wasureta Keitai Denwa (Kōhen)" (忘れた携帯電話 (後編))                                                                                             | 16 tháng 2 năm 2004  | 16 tháng 2 năm 2018 |
| 352 | 363     | "Thảm kịch trong cuộc thi câu cá (Phần đầu)" "Fisshingu Taikai no Higeki (Zenpen)" (フィッシング大会の悲劇 (前編))                                                                            | 23 tháng 2 năm 2004  | 27 tháng 2 năm 2018 |
| 353 | 364     | "Thảm kịch trong cuộc thi câu cá (Phần cuối)" "Fisshingu Taikai no Higeki (Kōhen)" (フィッシング大会の悲劇 (後編))                                                                            | 23 tháng 2 năm 2004  | 28 tháng 2 năm 2018 |
| 354 | 365     | "Vị khách hàng nhí (Phần đầu)" "Chiisana Iraisha (Zenpen)" (小さな依頼者 (前編)) | 8 tháng 3 năm 2004   | 1 tháng 3 năm 2018 |
| 355 | 366     | "Vị khách hàng nhí (Phần cuối)" "Chiisana Iraisha (Kōhen)" (小さな依頼者 (後編)) | 15 tháng 3 năm 2004  | 2 tháng 3 năm 2018 |
| 356 | 367–368 | "Kaito Kid và màn trình diễn đi trên không trung 1 tiếng" "Kaitō Kiddo no Kyoui Kuuchuu Hokō" (怪盗キッドの驚異空中歩行)                                                                      | 12 tháng 4 năm 2004  | 5 tháng 3 năm 2018 (Phần đầu) 6 tháng 3 năm 2018 (Phần cuối)                                                                      |
| 357 | 369     | "Tình nhân ảo của mùa xuân" "Koibito wa Haru no Maboroshi" (恋人は春のまぼろし) | 26 tháng 4 năm 2004  | 7 tháng 3 năm 2018 |
| 358 | 370     | "Câu chuyện tình yêu ở trụ sở cảnh sát 5 (Phần đầu)" "Honchō no Keiji Koimonogatari 5 (Zenpen)" (本庁の刑事恋物語5 (前編))                                                                    | 3 tháng 5 năm 2004   | 8 tháng 3 năm 2018 |
| 359 | 371     | "Câu chuyện tình yêu ở trụ sở cảnh sát 5 (Phần cuối)" "Honchō no Keiji Koimonogatari 5 (Kōhen)" (本庁の刑事恋物語5 (後編))                                                                    | 10 tháng 5 năm 2004  | 9 tháng 3 năm 2018 |
| 360 | 372     | "Bọ cánh cứng mùa xuân bí ẩn" "Fushigi na Haru no Kabutomushi" (不思議な春のかぶと虫) | 17 tháng 5 năm 2004  | 12 tháng 3 năm 2018 |
| 361 | 373     | "Bóng ma trường trung học Teitan (Phần đầu)" "Teitan Koukō Gakkou Kaidan (Zenpen)" (帝丹高校学校怪談 (前編))                                                                                  | 24 tháng 5 năm 2004  | 13 tháng 3 năm 2018 |
| 362 | 374     | "Bóng ma trường trung học Teitan (Phần cuối)" "Teitan Koukō Gakkou Kaidan (Kōhen)" (帝丹高校学校怪談(後編))                                                                                   | 31 tháng 5 năm 2004  | 14 tháng 3 năm 2018 |
| 363 | 375     | "Những con quạ trong thành phố" "Tokai no Karasu" (都会のカラス) | 7 tháng 6 năm 2004   | 15 tháng 3 năm 2018 |
| 364 | 376     | "Vụ án đồng phương tương tính (Phần đầu)" "Shinkuronishiti Jiken (Zenpen)" (シンクロニシティ事件 (前編))                                                                                      | 14 tháng 6 năm 2004  | 16 tháng 3 năm 2018 |
| 365 | 377     | "Vụ án đồng phương tương tính (Phần cuối)" "Shinkuronishiti Jiken (Kōhen)" (シンクロニシティ事件 (後編))                                                                                      | 21 tháng 6 năm 2004  | 19 tháng 3 năm 2018 |
| 366 | 378     | "Bi kịch trên mỏm đá (Phần đầu)" "Marumie Futō no Sangeki (Zenpen)" (丸見え埠頭の惨劇 (前編))                                                                                                 | 5 tháng 7 năm 2004   | 22 tháng 3 năm 2018* |
| 367 | 379     | "Bi kịch trên mỏm đá (Phần cuối)" "Marumie Futō no Sangeki (Kōhen)" (丸見え埠頭の惨劇(後編))                                                                                                  | 12 tháng 7 năm 2004  | 23 tháng 3 năm 2018 |
| 368 | 380     | "Mụ phù thủy trong ngôi nhà bánh kẹo" "Majo ga Sumu Okashi no Ie" (魔女が棲むお菓子の家) | 26 tháng 7 năm 2004  | 26 tháng 3 năm 2018 |
| 369 | 381     | "Chuyện ly kỳ của anh chàng may mắn" "Tsuiteru Otoko no Sasupensu" (ツイてる男のサスペンス)                                                                                                   | 2 tháng 8 năm 2004   | 27 tháng 3 năm 2018 |
| 370 | 382     | "Cuộc trốn chạy trong Game" "Nigemawaru Geemu Sofuto" (逃げ回るゲームソフト) | 9 tháng 8 năm 2004   | 28 tháng 3 năm 2018 |
| 371 | 383     | "Tuyến đường yên lặng (Phần đầu)" "Mono Iwanu Kouro (Zenpen)" (物言わぬ航路 (前編)) | 23 tháng 8 năm 2004  | 29 tháng 3 năm 2018 |
| 372 | 384     | "Tuyến đường yên lặng (Phần cuối)" "Mono Iwanu Kouro (Kōhen)" (物言わぬ航路(後編)) | 30 tháng 8 năm 2004  | 30 tháng 3 năm 2018 |
| 373 | 385     | "Cạm bẫy nhện độc chết người" "Moudoku Kumo no Wana" (猛毒蜘蛛の罠) | 6 tháng 9 năm 2004   | 2 tháng 4 năm 2018 |
| 374 | 386     | "Mật mã bí mật từ vì sao và điếu thuốc (Phần đầu)" "Hoshi to Tabako no Angō (Zenpen)" (星と煙草の暗号 (前編))                                                                                 | 18 tháng 10 năm 2004 | 3 tháng 4 năm 2018 |
| 375 | 387     | "Mật mã bí mật từ vì sao và điếu thuốc (Phần cuối)" "Hoshi to Tabako no Angō (Kōhen)" (星と煙草の暗号 (後編))                                                                                 | 25 tháng 10 năm 2004 | 4 tháng 4 năm 2018 |
| 376 | 388     | "Hạn thời gian là lúc 3 giờ" "Taimu Rimitto wa Juugo-ji!" (タイムリミットは15時!) | 1 tháng 11 năm 2004  | 5 tháng 4 năm 2018 |
| 377 | 389     | "Hành trình bí ẩn của Momotaro (Phần đầu)" "Momotarō Nazotoki Tsuaa (Zenpen)" (桃太郎謎解きツアー (前編))                                                                                     | 8 tháng 11 năm 2004  | 6 tháng 4 năm 2018 |
| 378 | 390     | "Hành trình bí ẩn của Momotaro (Phần cuối)" "Momotarō Nazotoki Tsuaa (Kōhen)" (桃太郎謎解きツアー (後編))                                                                                     | 15 tháng 11 năm 2004 | 9 tháng 4 năm 2018 |
| 379 | 391     | "Bí mật vụ án Kimono tại suối nước nóng (Phần đầu)" "Hitō Yuki Yami Furisode Jiken (Zenpen)" (秘湯雪闇振袖事件 (前編))                                                                        | 22 tháng 11 năm 2004 | 10 tháng 4 năm 2018 |
| 380 | 392     | "Bí mật vụ án Kimono tại suối nước nóng (Phần cuối)" "Hitō Yuki Yami Furisode Jiken (Kōhen)" (秘湯雪闇振袖事件 (後編))                                                                        | 29 tháng 11 năm 2004 | 11 tháng 4 năm 2018 |
| 381 | 393     | "Tranh tài suy luận (Phần đầu)" "Docchi no Suiri Shō (Zenpen)" (どっちの推理ショー (前編)) | 6 tháng 12 năm 2004  | 12 tháng 4 năm 2018 |
| 382 | 394     | "Tranh tài suy luận (Phần cuối)" "Docchi no Suiri Shō (Kōhen)" (どっちの推理ショー (後編)) | 13 tháng 12 năm 2004 | 13 tháng 4 năm 2018 |
| 383 | 395–398 | "Phép màu trên sân Koshien – Lời thách thức của ác quỷ bóng tối 2 tiếng" "Koushien no Kiseki! Mienai Akuma ni Makezu Kirai" (甲子園の奇跡!見えない悪魔に負けず嫌い)                           | 20 tháng 12 năm 2004 | 16 tháng 4, 2018 (Phần 1) 17 tháng 4, 2018 (Phần 2) 18 tháng 4, 2018 (Phần 3) 19 tháng 4, 2018 (Phần 4)                           |

### Năm 2005
| #   | #VN | Tên tập phim | Ngày phát sóng gốc   | Ngày phát sóng tiếng Việt |
| --- | --- | --- | -------------------- | ------------------------- |
| 384 | 399 | "Mục tiêu là Mori Kogoro" "Hyouteki wa Mōri Kogoro" (標的は毛利小五郎)                                                                  | 17 tháng 1 năm 2005  | 20 tháng 4 năm 2018       |
| 385 | 400 | "Nghịch âm của Stradivarius (Khúc dạo đầu)" "Sutoradibariusu no Fukyouwaon (Zensoukyoku)" (ストラディバリウスの不協和音(前奏曲))        | 24 tháng 1 năm 2005  | 3 tháng 6 năm 2019        |
| 386 | 401 | "Nghịch âm của Stradivarius (Khúc dạo giữa)" "Sutoradibariusu no Fukyouwaon (Kansoukyoku)" (ストラディバリウスの不協和音(間奏曲))       | 31 tháng 1 năm 2005  | 4 tháng 6 năm 2019        |
| 387 | 402 | "Nghịch âm của Stradivarius (Khúc dạo cuối)" "Sutoradibariusu no Fukyouwaon (Gosoukyoku)" (ストラディバリウスの不協和音(後奏曲))        | 7 tháng 2 năm 2005   | 5 tháng 6 năm 2019        |
| 388 | 403 | "Kogoro say rượu ở Satsuma (Phần đầu)" "Satsuma ni You Kogorou (Zenpen)" (薩摩に酔う小五郎(前編))                                       | 14 tháng 2 năm 2005  | 6 tháng 6 năm 2019        |
| 389 | 404 | "Kogoro say rượu ở Satsuma (Phần cuối)" "Satsuma ni You Kogorou (Kōhen)" (薩摩に酔う小五郎(後編))                                       | 21 tháng 2 năm 2005  | 7 tháng 6 năm 2019        |
| 390 | 405 | "Câu chuyện tình yêu ở trụ sở cảnh sát 6 (Phần đầu)" "Honchou no Keiji Koimonogatari 6 (Zenpen)" (本庁の刑事恋物語6(前編))              | 28 tháng 2 năm 2005  | 10 tháng 6 năm 2019       |
| 391 | 406 | "Câu chuyện tình yêu ở trụ sở cảnh sát 6 (Phần cuối)" "Honchou no Keiji Koimonogatari 6 (Kōhen)" (本庁の刑事恋物語6(後編))              | 7 tháng 3 năm 2005   | 11 tháng 6 năm 2019       |
| 392 | 407 | "Cách biệt chiều cao khó hiểu 20cm" "Nazomeku Shinchousa 20 cm" (謎めく身長差20cm)                                                      | 14 tháng 3 năm 2005  | 31 tháng 5 năm 2019       |
| 393 | 408 | "Một vụ án có vẻ là bắt cóc" "Yuukai...Rashii Jiken" (誘拐...らしい事件)                                                                | 21 tháng 3 năm 2005  | 1 tháng 6 năm 2019        |
| 394 | 409 | "Chuyến mạo hiểm trong dinh thự kỳ quái (Phần phong ấn)" "Kibatsu na Yashiki no Daibouken (Fuuinhen)" (奇抜な屋敷の大冒険(封印編))      | 18 tháng 4 năm 2005  | 13 tháng 6 năm 2019       |
| 395 | 410 | "Chuyến mạo hiểm trong dinh thự kỳ quái (Phần Karakuri)" "Kibatsu na Yashiki no Daibouken (Karakurihen)" (奇抜な屋敷の大冒険 (絡繰編))  | 25 tháng 4 năm 2005  | 14 tháng 6 năm 2019       |
| 396 | 411 | "Chuyến mạo hiểm trong dinh thự kỳ quái (Phần phá án)" "Kibatsu na Yashiki no Daibouken (Kaiketsuhen)" (奇抜な屋敷の大冒険(解決編))     | 2 tháng 5 năm 2005   | 17 tháng 6 năm 2019       |
| 397 | 412 | "Món canh vừa cay, vừa đắng, vừa ngọt ngào" "Karaku Nigaku Amai Shiru" (辛く苦く甘い汁)                                                 | 9 tháng 5 năm 2005   | 2 tháng 6 năm 2019        |
| 398 | 413 | "Ủy thác kỳ lạ của một gia đình (Phần đầu)" "Kimyou na Ikka no Irai (Zenpen)" (奇妙な一家の依頼(前編))                                  | 16 tháng 5 năm 2005  | 19 tháng 6 năm 2019       |
| 399 | 414 | "Ủy thác kỳ lạ của một gia đình (Phần cuối)" "Kimyou na Ikka no Irai (Kōhen)" (奇妙な一家の依頼(後編))                                  | 23 tháng 5 năm 2005  | 20 tháng 6 năm 2019       |
| 400 | 415 | "Sự nghi ngờ của Ran" "Giwaku wo Motta Ran" (疑惑を持った蘭)                                                                            | 30 tháng 5 năm 2005  | 21 tháng 6 năm 2019       |
| 401 | 416 | "Tên cướp đá quý bị bắt quả tang (Phần đầu)" "Houseki Goutou Genkouhan (Zenpen)" (宝石強盗現行犯(前編))                                 | 6 tháng 6 năm 2005   | 24 tháng 6 năm 2019       |
| 402 | 417 | "Tên cướp đá quý bị bắt quả tang (Phần cuối)" "Houseki Goutou Genkouhan (Kōhen)" (宝石強盗現行犯(後編))                                 | 13 tháng 6 năm 2005  | 25 tháng 6 năm 2019       |
| 403 | 418 | "Biệt thự thiên thần kỳ bí (Phần đầu)" "Fushigi na Tenshi no Yakata (Zenpen)" (不思議な天使の館(前編))                                  | 20 tháng 6 năm 2005  | 26 tháng 6 năm 2019       |
| 404 | 419 | "Biệt thự thiên thần kỳ bí (Phần cuối)" "Fushigi na Tenshi no Yakata (Kōhen)" (不思議な天使の館(後編))                                  | 27 tháng 6 năm 2005  | 27 tháng 6 năm 2019       |
| 405 | 420 | "Người đàn ông đi gọi xe cứu thương" "Kyuukyuusha wo Yobi ni Itta Otoko" (救急車を呼びに行った男)                                       | 4 tháng 7 năm 2005   | 28 tháng 6 năm 2019       |
| 406 | 421 | "Màn ảo thuật của Conan và Heiji (Phần một: Thủ thuật)" "Konan Heiji no Suiri Majikku (Shikakehen)" (コナン·平次の推理マジック(仕掛編)) | 11 tháng 7 năm 2005  | 1 tháng 7 năm 2019        |
| 407 | 422 | "Màn ảo thuật của Conan và Heiji (Phần hai: Biệt thự)" "Konan Heiji no Suiri Majikku (Yakatahen)" (コナン·平次の推理マジック(館編))     | 18 tháng 7 năm 2005  | 2 tháng 7 năm 2019        |
| 408 | 423 | "Màn ảo thuật của Conan và Heiji (Phần cuối: Phá án)" "Konan Heiji no Suiri Majikku (Kaiketsuhen)" (コナン·平次の推理マジック(解決編))  | 1 tháng 8 năm 2005   | 3 tháng 7 năm 2019        |
| 409 | 424 | "Màn kịch bắt cóc (Phần đầu)" "Douji Shinkou Butai to Yuukai (Zenpen)" (同時進行舞台と誘拐(前編))                                       | 8 tháng 8 năm 2005   | 4 tháng 7 năm 2019        |
| 410 | 425 | "Màn kịch bắt cóc (Phần cuối)" "Douji Shinkou Butai to Yuukai (Kōhen)" (同時進行舞台と誘拐(後編))                                       | 15 tháng 8 năm 2005  | 5 tháng 7 năm 2019        |
| 411 | 426 | "Mật mã bất ngờ của cổng vào ngôi đền Shitou (Phần đầu)" "Jinja Torii Bikkuri Angou (Zenpen)" (神社鳥居ビックリ暗号(前編))              | 22 tháng 8 năm 2005  | 8 tháng 7 năm 2019        |
| 412 | 427 | "Mật mã bất ngờ của cổng vào ngôi đền Shitou (Phần cuối)" "Jinja Torii Bikkuri Angou (Kōhen)" (神社鳥居ビックリ暗号(後編))              | 29 tháng 8 năm 2005  | 9 tháng 7 năm 2019        |
| 413 | 428 | "Bí ẩn của tội ác bán hoàn hảo" "Kanzen Hanbun Hanzai no Nazo" (完全半分犯罪の謎)                                                       | 5 tháng 9 năm 2005   | 10 tháng 7 năm 2019       |
| 414 | 429 | "Đội thám tử nhí đi tìm con chim xanh" "AoiTori wo Ou Tanteidan" (青い鳥を追う探偵団)                                                   | 12 tháng 9 năm 2005  | 11 tháng 7 năm 2019       |
| 415 | 430 | "Con ma xuất hiện vào ngày không may (Phần một: Vụ án)" "Butsumetsu ni Deru Akuryou (Jikenhen)" (仏滅に出る悪霊(事件編))                | 10 tháng 10 năm 2005 | 12 tháng 7 năm 2019       |
| 416 | 431 | "Con ma xuất hiện vào ngày không may (Phần hai: Nghi vấn)" "Butsumetsu ni Deru Akuryou (Giwakuhen)" (仏滅に出る悪霊(疑惑編))            | 17 tháng 10 năm 2005 | 15 tháng 7 năm 2019       |
| 417 | 432 | "Con ma xuất hiện vào ngày không may (Phần cuối: Phá án)" "Butsumetsu ni Deru Akuryou (Kaiketsuhen)" (仏滅に出る悪霊(解決編))           | 24 tháng 10 năm 2005 | 16 tháng 7 năm 2019       |
| 418 | 433 | "Ngôi nhà của Grenier trên phố Beika" "Beikachō Gurunie no Ie" (米花町グルニエの家)                                                     | 31 tháng 10 năm 2005 | 17 tháng 7 năm 2019       |
| 419 | 434 | "Thanh kiếm của Mãng xà tám đầu (Phần đầu)" "Yamata Oorochi no Ken (Zenpen)" (八岐大蛇の剣(前編))                                       | 7 tháng 11 năm 2005  | 18 tháng 7 năm 2019       |
| 420 | 435 | "Thanh kiếm của Mãng xà tám đầu (Phần cuối)" "Yamata Oorochi no Ken (Kōhen)" (八岐大蛇の剣(後編))                                       | 14 tháng 11 năm 2005 | 19 tháng 7 năm 2019       |
| 421 | 436 | "Mối tình đầu màu rẻ quạt (Phần đầu)" "Ichou Iro no Hatsukoi (Zenpen)" (イチョウ色の初恋(前編))                                         | 21 tháng 11 năm 2005 | 22 tháng 7 năm 2019       |
| 422 | 437 | "Mối tình đầu màu rẻ quạt (Phần cuối)" "Ichou Iro no Hatsukoi (Kōhen)" (イチョウ色の初恋(後編))                                         | 28 tháng 11 năm 2005 | 23 tháng 7 năm 2019       |
| 423 | 438 | "Đội thám tử nhí và bốn anh em nhà Sâu" "Tantei-dan to Aomushi Yon-kyoudai" (探偵団と青虫4兄弟)                                         | 5 tháng 12 năm 2005  | 24 tháng 7 năm 2019       |
| 424 | 439 | "Tin nhắn hình từ cô hề" "Piero kara no Shashin Meeru" (ピエロからの写真メール)                                                         | 19 tháng 12 năm 2005 | 25 tháng 7 năm 2019       |

Phần sau: Danh sách tập phim Thám tử lừng danh Conan (2006 – 2015)